# Storia del lesbismo

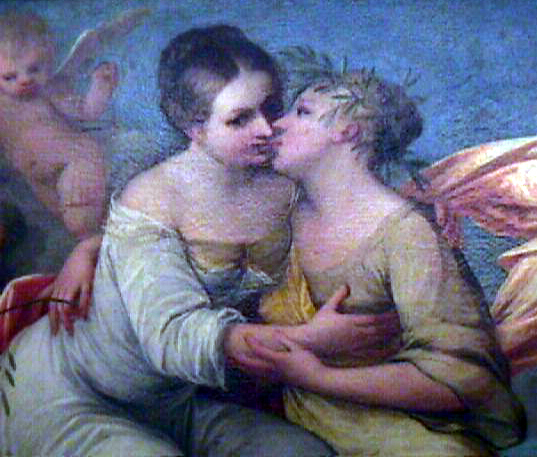
Bacio saffico come allegoria tra Giustizia e Pace.

Per storia del lesbismo si intende la storia dell'identità lesbica e del lesbismo nel corso dei secoli.

## Nella storia originale

### Antica Mesopotamia
Nonostante la scarsità di documentazione disponibile, le prime tracce scritte sul lesbismo sono state rinvenute in Mesopotamia, e si possono far risalire al monumentale Codice di Hammurabi (1792 a.C. circa), che cita la figura della salzikrum, la donna-uomo (donna travestita da uomo), che poteva contrarre liberamente matrimonio con altre donne. Addirittura, sembra che in Mesopotamia vigesse la pratica del sal-nu-bar, rivolta alle donne che volevano sposarsi ma non avere figli, e a cui era permesso di "portare a casa un'altra donna con cui stare".
La storica Judy Grahn ha messo in luce l'omosessualità presente negli inni ad Inanna scritti da Enheduanna (2300 a.C. circa).
Inoltre, in un antico testo assiro viene narrata la vicenda di due donne, Ewanika e Adi-matum, che stipularono un vero e proprio contratto di fidanzamento per poter crescere assieme la figlia adottiva.

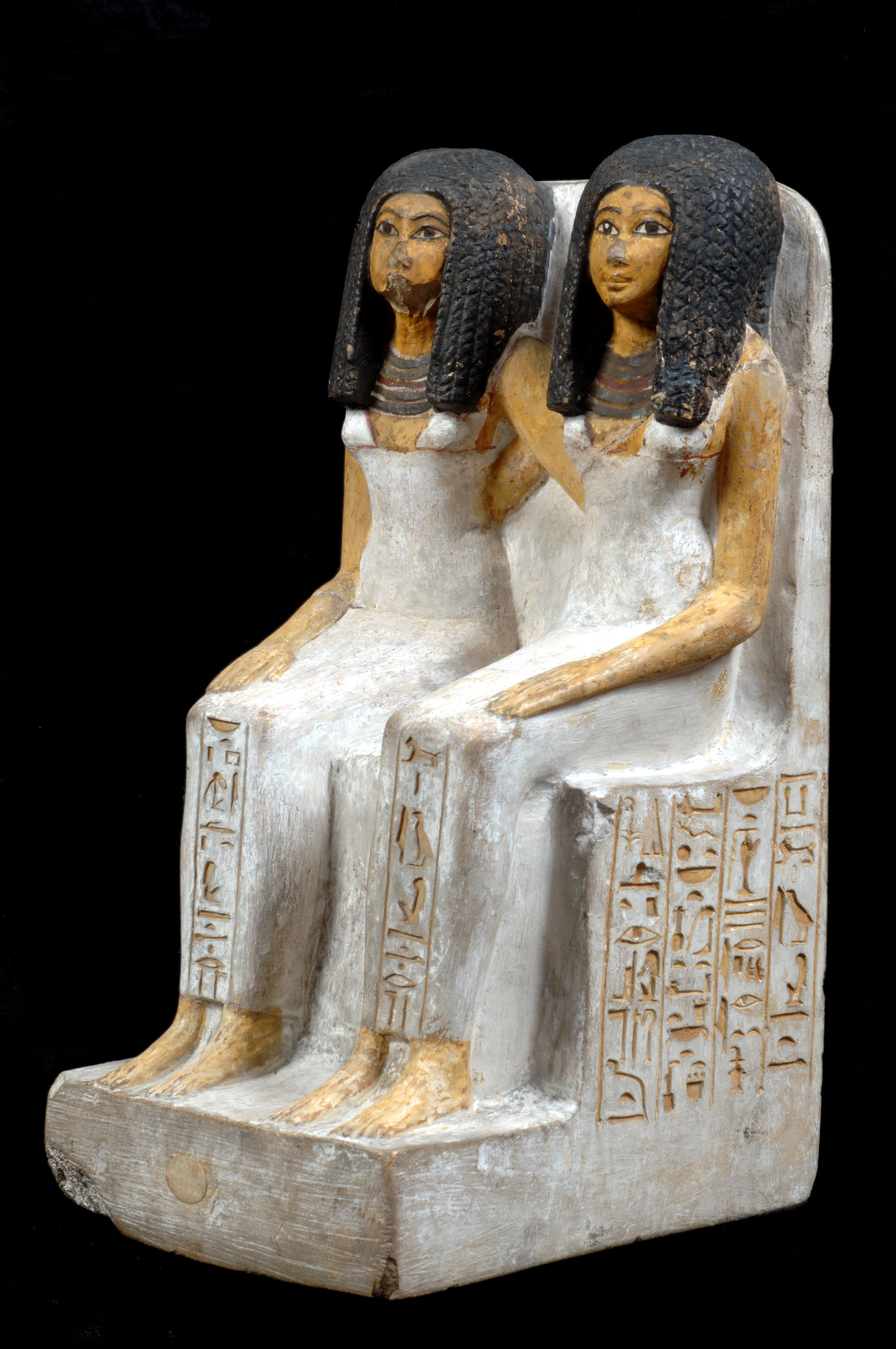
Statua della coppia sposata di donne nobili Idet e Ruiu, collocata al Museo egizio di Torino

### Antico Egitto
L'omosessualità femminile nell'Antico Egitto, secondo le testimonianze, era ampiamente accettata, quanto quella maschile. Inoltre, è risaputo che le sacerdotesse del Monastero Bianco (situato nell'Alto Egitto) avessero rapporti omoerotici.
Nei papiri del Nuovo Regno sono raffigurati banchetti di sole donne, che parlano e danzano spesso nude o con abiti succinti.

Però il periodo in cui sono stati ritrovati più documenti sul lesbismo è l'Egitto romano: infatti in tali papiri sono narrate le vicende di alcune donne che lanciavano incantesimi d'amore alle altre donne per farle innamorare di loro. Ad esempio, emergono le vicende di Herais, che lanciò un incantesimo d'amore su tale Sarapias, e di Sophia con Gorgonia: 
"Bruciano, s'incendiano, s'infiammano il cuore, il fegato, lo spirito di Gorgonia, figlia di Nilogenia, con amore e affetto per Sophia, figlia di Isara. [...] L'incantesimo conduce Gorgonia, che Nilogenia generò, a gettarsi nel fiume a fare il bagno accanto a Sophia, che Isara generò, affinché lei la ami con passione, desiderio, amore incessante."
La prima edizione di tali papiri sarebbe stata pubblicata solo dal 1966 in poi, essendo prima stati considerati "scandalosi".

### Antica Grecia
Tra il VII e il VI secolo a.C. la celeberrima poetessa greca Saffo, nativa dell'isola di Lesbo, celebrò il suo amore per le donne e i rapporti omoerotici che intercorrevano tra lei e le sue allieve nella scuola femminile del tiaso. È proprio da lei che hanno avuto origine i termini lesbico e saffico, sebbene in realtà Saffo non praticasse soltanto l'omosessualità, ma avesse contratto anche matrimonio con un uomo.
Ancora nel VI secolo a.C., nelle sue Vite parallele Plutarco ricorda che a Sparta diverse donne trovavano l'amore tra le braccia di altre donne. Più tardi, nel 160 a.C. Luciano di Samosata presenta, senza alcuna simpatia, le “donne mascoline”. Le hetairistriai, di cui parla Platone nel Simposio, diventano nel greco classico le tribadi (dal greco trìbein τρίβειν, "sfregare"). Contemporaneamente (150 a.C.), il letterato di origine ebraica residente in Grecia Rabbi Eleazar sancisce l'"oscenità dei rapporti tra donne".

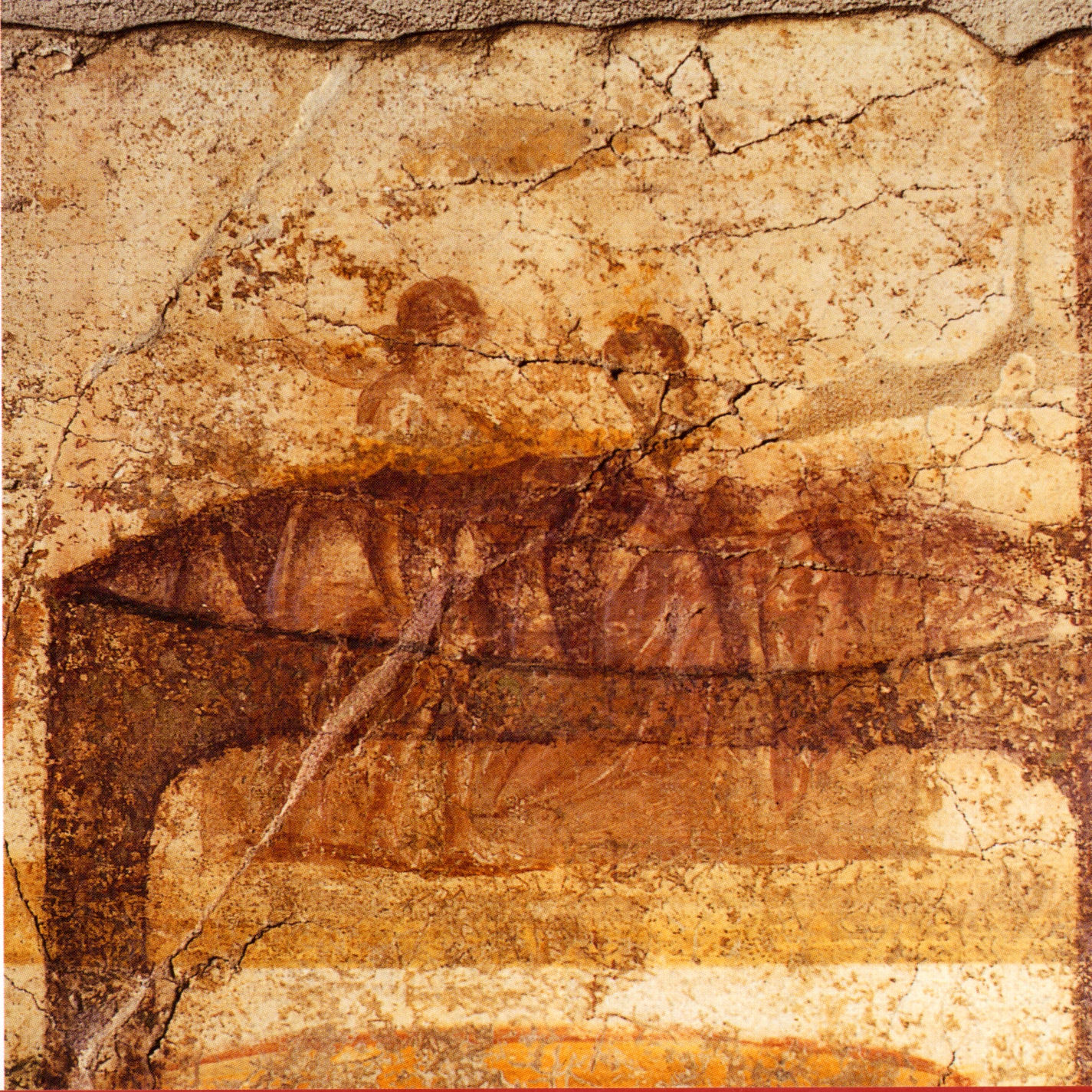
Coppia femminile, da una serie di dipinti erotici delle Terme Suburbane (Pompei)

### Impero romano
Nel mondo romano le lesbiche vengono indicate coi termini "fricatrix" (dal latino, significa fricare, sfregare) e "virago" (dal latino vir, significa mascolina).

Famosa, nel libro IX delle Metamorfosi di Publio Ovidio Nasone la storia di Ifide, fanciulla allevata come fosse un ragazzo, che si innamora della bella Iante. Quando la madre rimane incinta, il marito dichiara che farà uccidere il bambino se si tratta di una femmina; la donna tenta allora di nascondere il suo sesso dandole un nome che è di genere ambiguo: Ifi. Quando il "figlio" compie tredici anni, il padre sceglie una fanciulla dai capelli d'oro di nome Ianthe come sposa del "ragazzo". L'amore delle due giovinette viene descritto con simpatia: 
 Tuttavia, come il matrimonio si avvicina sempre di più, Ifi indietreggia, chiamando il suo desiderio "mostruoso e inaudito": la dea Iside ascolta i gemiti disperati della ragazza, ne prova pena e benevolmente la trasforma in un maschio.
Riferimenti all'amore tra donne sono sparsi anche nell'opera del favolista latino Fedro, che ha tentato di spiegare il lesbismo attraverso un mito da lui stesso inventato: Prometeo, tornando a casa ubriaco da una festa, aveva erroneamente attribuito un genere maschile ad alcuni corpi femminili: "cosicché ora godono di un piacere perverso".
È abbastanza chiaro che durante l'antichità, soprattutto nell'impero romano la pederastia e il lesbismo non sono stati tenuti in egual buona luce: Seneca il vecchio parla di un marito che ha ucciso la moglie sorpresa a letto con un'amante-donna, lasciando implicitamente a intendere che il "crimine" commesso dall'adultera era peggiore di quello avvenuto tra un maschio e una femmina.
Un altro esempio della visione del mondo riguardante il ruolo di genere sessuale nei tempi antichi ci viene documentato da Luciano di Samosata nel suo "Dialogo delle cortigiane": qui Megilla rinomina sé stessa Megillo, poi sposa una certa Demonassa di Corinto. Viene sottolineato che Megillo proviene da Lesbo. La sua amica Lena commenta: "Dicono che ci sono donne così a Lesbo, con facce come gli uomini, e che rifiutano categoricamente di sposarsi con gli uomini, ma solo con le donne, come se esse stesse fossero uomini". Megillo infine giunge a sedurre la stessa Lena, la qual però sente che l'esperienza è stata troppo disgustosa per poterla descrivere in dettaglio.
In un altro dialogo, sempre attribuito a Luciano, due uomini discutono su qual sia la forma migliore d'amore, quella verso le donne o quella nei confronti dei ragazzi, il tutto partendo sempre da una prospettiva maschile e non tenendo in alcuna considerazione l'eventuale scelta o preferenza della donna, finendo così col relegare il lesbismo a concetto impensabile.
Il poeta latino Marco Valerio Marziale teorizzava che le lesbiche avessero una clitoride ipertrofica, mentre Decimo Giunio Giovenale, celebre per la sua misoginia, lamenta che la castità antica non esista più, e che le donne vadano oramai "cavalcandosi reciprocamente".

### Età paleocristiana
In uno degli apocrifi del Nuovo Testamento, l'Apocalisse di Pietro viene stabilita l'assoluta punizione e persecuzione destinata a tutti gli omosessuali, maschi e femmine, nella zona più profonda dell'Inferno: "uomini e donne venivano scaraventati giù da un'alta rupe, caduti in fondo dovevano subito dopo risalire in cima, e non vi era mai alcun riposo da questo tormento. Questi uomini erano coloro che avevano contaminato i propri corpi comportandosi come fossero donne; le donne che erano con loro erano quelle che giacevano l'una con l'altra come fossero marito e moglie".
Giamblico (245–325) nei Babyloniaca ridicolizza Philaenis, un'atleta descritta mentre fa la lotta nel fango, beve e mangia come un maiale e sodomizza fanciulli con la sua enorme clitoride; nello stesso testo viene anche descritta una principessa egiziana di nome Berenice che ama e sposa un'altra donna: l'autore afferma che un tale amore è "selvaggio e senza legge".

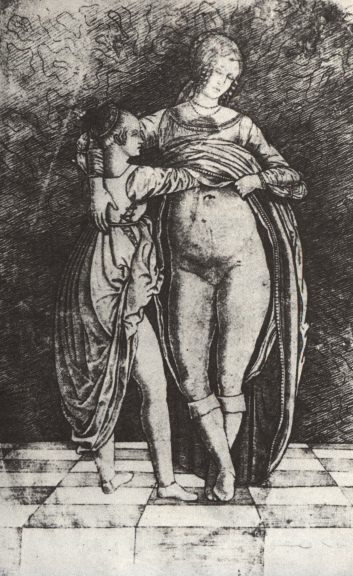
Due donne di Zoan Andrea, incisione di epoca rinascimentale

### Antica Cina
In Cina vi è stata tradizionalmente una certa tolleranza nei confronti del lesbismo, uno dei motivi principali viene dato dal fatto che le donne forniscono - all'interno della coppia - lo Ying (sostanza energetica necessaria per il fisico futuro figlio), ne deriva quindi che anche la masturbazione femminile secondo questa linea di pensiero si riduce ad un atto del tutto innocuo per il nascituro.
Alcuni storici come ad esempio John Boswell hanno scoperto certi elementi che denotano l'esistenza di rapporti omosessuali femminili, uno di questi è contenuto nelle parole di Ying Shao (140-206): "Quando due donne si relazionano tra loro come fossero marito e moglie, una tal relazione è chiamata dui shi".

### Medioevo
È con il diffondersi del Cristianesimo, che si arriva a una vera e propria condanna del "vizio" dell'amore tra donne, nonché di qualsiasi altro tipo di amore non eterosessuale. Gli unici riferimenti medioevali a pratiche lesbiche si rinvengono in riferimento a condanne, eresia, processi per stregoneria, eccetera. Secondo San Tommaso d'Aquino la copula tra donna e donna è un "atto contro natura".
Nel Concilio di Rouen del 1214 fu proibito alle suore di dividere lo stesso letto, pratica comune all'epoca per ovviare alle carenze del riscaldamento, ma ritenuta evidentemente "pericolosa".

### Il Seicento e Settecento
Alla fine del XVI secolo Pierre de Bourdeille, abate di Brântome, nel suo libro Les dames galantes traccia un colorito affresco dell'amore "donna con donna", secondo l'autore reso di moda in Francia dalla regina Caterina de' Medici.
La regina di Francia Maria Antonietta d'Asburgo-Lorena venne accusata di omosessualità in numerosi pamphlets pre-rivoluzionari, da prendersi tuttavia col beneficio del dubbio in quanto da inserirsi all'interno di una più ampio e sistematico discredito operato all'epoca dai detrattori della regina. È pur vero però che Pidansat de Mairobert, autore a lei coevo, nello stesso periodo non disdegnava di scrivere e pubblicare il suo lavoro più noto, L'espion anglais dove si narra, peraltro, anche di una storia surreale di lesbismo settario.
Il Pidansat attinse a quanto ebbe modo di vedere in prima persona nella libertina corte francese, dove, seppure di nascosto, non erano infrequenti amplessi tra cortigiane. All'esterno, però, nulla doveva trapelare, poiché l'omosessualità restava una condotta biasimevole, come lo stesso Pidansat ebbe poi modo di constatare a proprie spese. Lady Eleanor Butler (1739-1829) e Sarah Ponsonby (1754-1831), le cosiddette "Signore di Llangollen" (Ladies of Llangollen), divennero famose per essere fuggite a vivere insieme, travestite da uomini. Intrattennero rapporti con letterati dell'epoca, e ottennero un vitalizio reale.

### Il XIX secolo
Nel XIX secolo la nascente psicologia e la sessuologia studiarono diffusamente il lesbismo, che venne considerato una perversione patologica, come la pedofilia o il sadomasochismo. 
È nell'Ottocento che si diffonde lo stereotipo delle donne mascoline, le "invertite" che, per nascita, non erano capaci di essere donne a tutti gli effetti. Lo stesso Freud, pur non classificando l'omosessualità maschile e femminile come una vera e propria patologia, l'identifica come un comportamento deviante, causato dall'arresto del corretto processo evolutivo della libido.
Parent-Duchatelet, medico parigino, indica come causa del tribadismo l'eccessiva libido e la dimora forzata in carceri.
Orlando era diventato una donna - non c'è modo di negarlo. Ma sotto ogni altro aspetto, era rimasto precisamente ciò che era stato. Il cambiamento di sesso, benché avesse alterato il loro futuro, non alterò in nessun modo la loro identità.

### Il XX secolo
Nel 1901 fu celebrato a Dumbria, un piccolo paese spagnolo della Galizia, il primo matrimonio lesbico nella storia contemporanea. Il rito (tra Marcela Gracia ed Elisa Sanchez) poté concretizzarsi solo mediante un inganno: Marcela infatti si travestì da uomo e si finse Mario, presunto cugino di Marcela, che, tramite documenti falsificati, sposò Elisa. Il prete fu tratto in inganno e con lui anche i funzionari dell'anagrafe. Tuttavia, dopo appena due mesi, la truffa commessa dalla coppia lesbica uscì allo scoperto: Marcela ed Elisa finirono perseguitate e fuggirono prima in Portogallo e poi a Buenos Aires, ove si persero le loro tracce.
Tra la fine del XIX secolo e gli inizi del XX secolo, con la nascita della cosiddetta "questione omosessuale", e parallelamente alla nascita del movimento delle suffragette, si assiste all'esplosione della cultura lesbica. È il periodo del Bloomsbury Group di Virginia Woolf, di Natalie Clifford-Barney, Gertrude Stein, Tamara de Lempicka, Vita Sackville-West, Radclyffe Hall, Ivy Compton-Burnett, Frida Kahlo, Renée Vivien, Isadora Duncan, Mercedes de Acosta, Eleonora Duse, Colette, Djuna Barnes, Alla Nazimova, Liane de Pougy, Annemarie Schwarzenbach, Romaine Brooks, Sibilla Aleramo e molte altre ancora: quasi tutte artiste, tutte dichiaratamente lesbiche o bisessuali.
Le attrici Greta Garbo e Marlene Dietrich diventeranno autentiche icone lesbiche. Al 1931 risale il primo film apertamente lesbico, Mädchen in Uniform, tratto da un romanzo di Christa Winsloe e diretto da Leontine Sagan. Nel periodo tra le due guerre mondiali, nei cabaret berlinesi diventa famosa la cantante Claire Waldoff. È nella prima metà del secolo che l'identità lesbica si sviluppa, si consolida e diventa fenomeno. Il fascismo e il nazismo, con l'esaltazione del ruolo moglie-madre come funzione naturale della donna, con le limitazioni al lavoro delle donne causano un generale arretramento delle libertà civili delle donne.

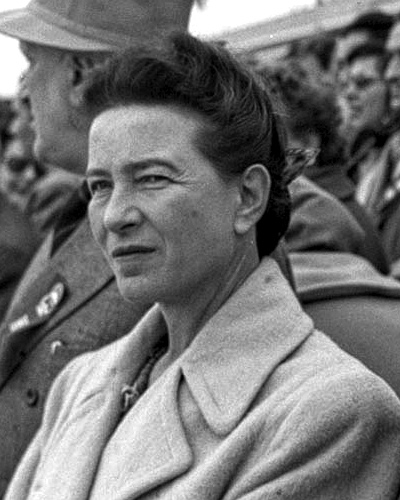
La scrittrice e filosofa dichiaratamente lesbica Simone de Beauvoir nel 1955

In Italia l'omosessualità non è prevista come reato (a differenza di quasi tutti i Paesi europei, compresa l'Inghilterra) e la situazione non cambia neanche con il codice penale Rocco del 1930 voluto da Mussolini, in cui non vi sono norme contro gli omosessuali. In Germania invece il nazismo arriva alla persecuzione ed all'eliminazione fisica di molte lesbiche, imprigionate in campi di concentramento, sotto il simbolo del triangolo nero.
Dopo i fatti di Stonewall, la rivoluzione sessuale e lo sviluppo del femminismo degli anni sessanta e degli anni settanta l'omosessualità femminile diventa protagonista di molti libri e film, ed il "lesbo-chic" diventa uno stile utilizzato da molte campagne pubblicitarie. Il lesbismo si politicizza e si lega al separatismo femminista. Centrale il ruolo di Rita Mae Brown.
Determinanti i contributi teorici di Simone de Beauvoir, e successivamente di Kate Millett e di Monique Wittig, che provocatoriamente arriva ad affermare che "la lesbica non è una donna".

## Personalità storiche e figure di spicco

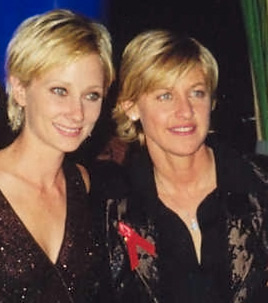
Anne Heche e Ellen DeGeneres presentatesi ufficialmente come coppia agli Emmy 1997.

Anne Lister (1791-1840) è considerata essere stata "la prima lesbica dell'era moderna", ciò è dovuto all'annotazione scrupolosa della propria vita intima nel diario che ha continuato a scrivere per decenni.
Pur non avendo raggiunto una completa visibilità, e dovendo in molti casi lottare per la piena affermazione dei diritti civili, le lesbiche a partire dagli anni '80 diventano sicuramente un soggetto politico e "di costume" con cui fare i conti. Si incrementa la visibilità in numerosi campi: nella musica (Melissa Etheridge, K.D. Lang, Skin, le Indigo Girls, etc.), nello sport (Martina Navrátilová, Amélie Mauresmo, etc.), nella letteratura (Jeannette Winterson, Sarah Waters, etc.), nello spettacolo (Lily Tomlin, Jodie Foster, etc.).

## Nella cultura di massa

### Letteratura
Il primo romanzo esplicito a tematica lesbica in lingua inglese è stato Il pozzo della solitudine (1928) di Radclyffe Hall, che un tribunale britannico trovò subito osceno perché difendeva "pratiche contro natura tra le donne". Il libro è stato vietato in Gran Bretagna per decenni ed ebbe una sorta di censura analoga a quella capitata a L'amante di Lady Chatterley di David Herbert Lawrence (una storia di trasgressione femminile eterosessuale).
Altre opere di rilievo sono:
- Orlando (1928) di Virginia Woolf
- Autobiografia di Alice B. Toklas (1933) di Gertrude Stein
- La foresta nella notte (1936) di Djuna Barnes
- Carol (1952) di Patricia Highsmith
- Spring Fire (1952) di Marijane Meaker, alias Vin Packer.
- Cioccolata a colazione (1957) di Pamela Moore
- The Beebo Brinker Chronicles (1957-62) di Ann Bannon
- Il gruppo (1962) di Mary McCarthy
- L'assassinio di suor George (1964) di Frank Marcus, da cui è stato tratto il film L'assassinio di Sister George
- Cuori nel deserto (1964) di Jane Rule
- Thérèse e Isabelle  (1966) di Violette Leduc
- Diario di Anaïs Nin (1966)
- Patience & Sarah (1971) di Isabel Miller
- La giungla di fruttirubini (1973) di Rita Mae Brown
- Il colore viola (1982) di Alice Walker, da cui è stato tratto l'omonimo film
- Non ci sono solo le arance (1985) di Jeanette Winterson
- Scritto sul corpo (1992) di Jeanette Winterson
- Carezze di velluto (1998) di Sarah Water
- Ladra (2002) di Sarah Waters
- Sugar Rush (2004) di Julie Burchill, da cui è stata tratta l'omonima serie Tv.

### Filmografia
- Veronika Minder, Katzenball, Svizzera 2005. Ottant'anni di storia svizzera vista attraverso le vite delle donne lesbiche.
- Susan Muska, Greta Olafsdottir, La vera storia di Tina Brandon, USA, 1997.
- Gabriella Romano, L'altro ieri, GB, 2002. Cinque testimonianze di donne nate prima della "rivoluzione sessuale".
- Gabriella Romano, Pazza d'azzurro, GB, 1997. Storia della relazione quarantennale di Nietta (Antonietta) Aprà con Linda (Flafi) Mazzuccato durante gli anni del fascismo e successivi.
- Greta Schiller, Paris was a woman, USA, 1996.
- Julia Pietrangeli, Odio i saluti. Un ricordo di Piera Zanotti, Italia, 2001. Ricordo della militante femminista e lesbica Piera Zanotti (1934-1999).

## Curiosità
Nel 2008 tre abitanti dell'isola di Lesbo, in Grecia, hanno intentato una causa nei confronti di diverse associazioni LGBT del Paese, richiedendo espressamente che venisse proibito alle donne omosessuali di definirsi "lesbiche". Ciò è stato richiesto poiché - a detta dei tre abitanti del posto - il doppio senso di "lesbica" avrebbe messo in cattiva luce il territorio.
Gli accusatori persero la causa: secondo il giudice, infatti, il duplice significato di "lesbica" non è lesivo nei confronti dell'isola.

## Galleria d'immagini

### Prima del XX secolo

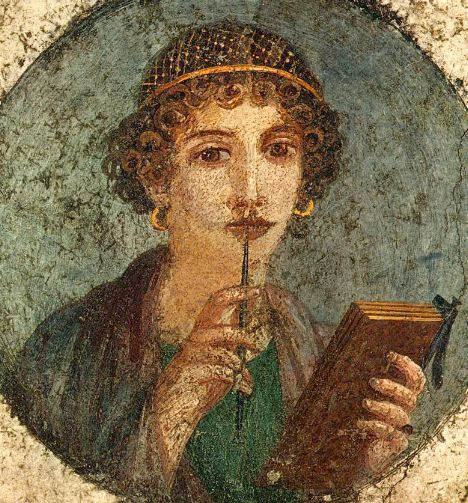
La cosiddetta "Saffo". Affresco romano da Pompei.
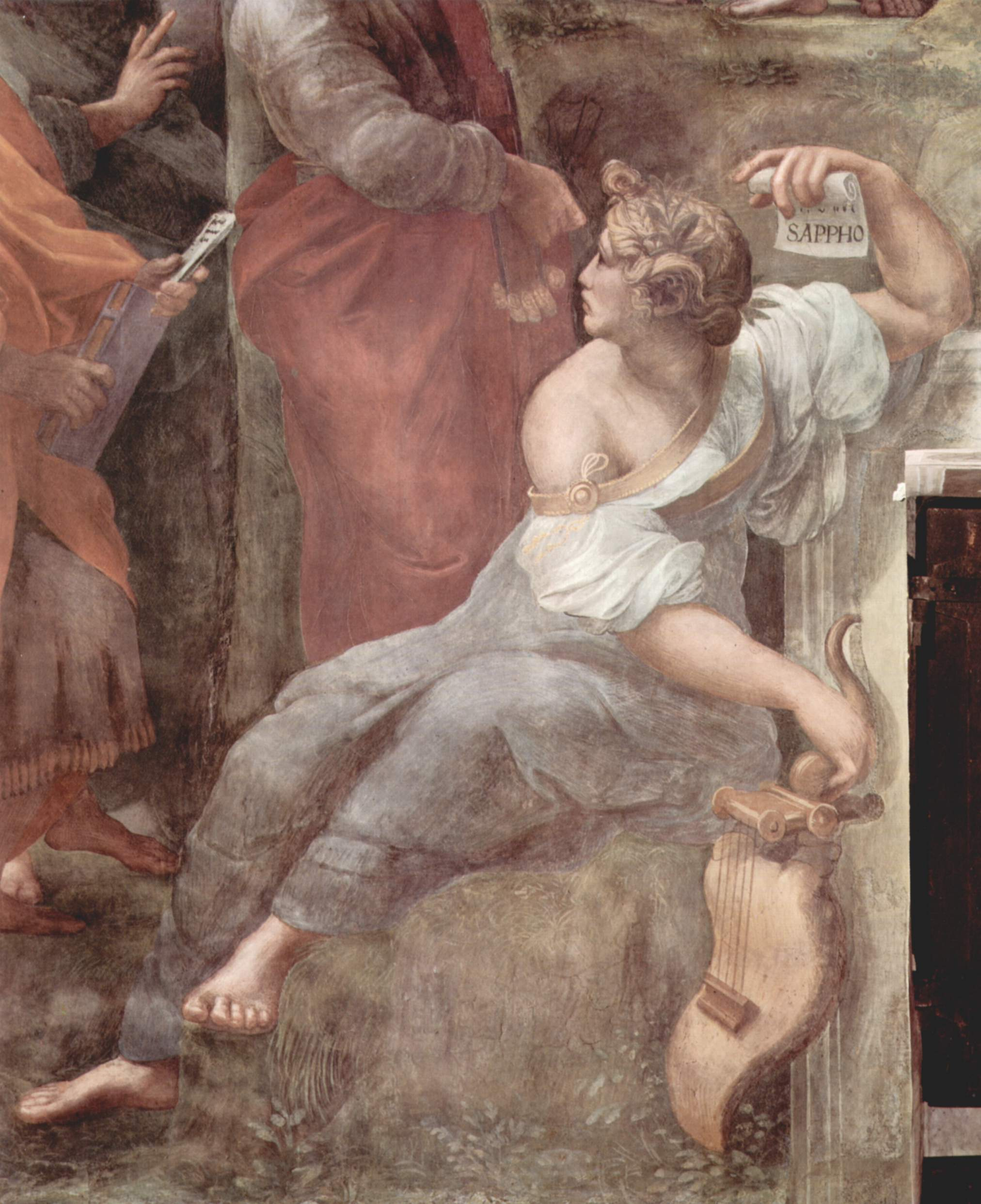
Raffaello: Saffo.
Sébastien Bourdon, Cristina di Svezia.
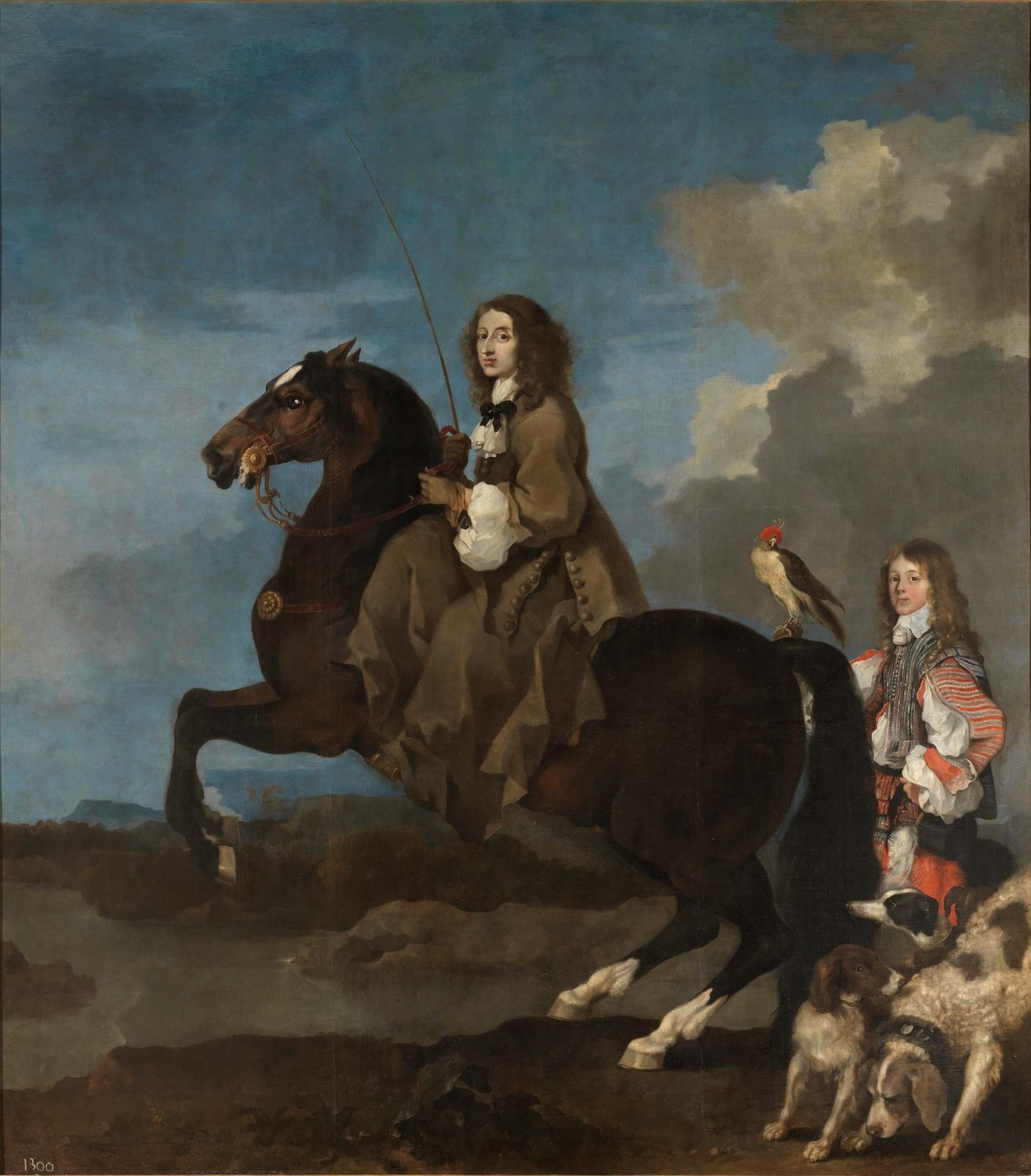
Sébastien Bourdon, Cristina di Svezia (1653).
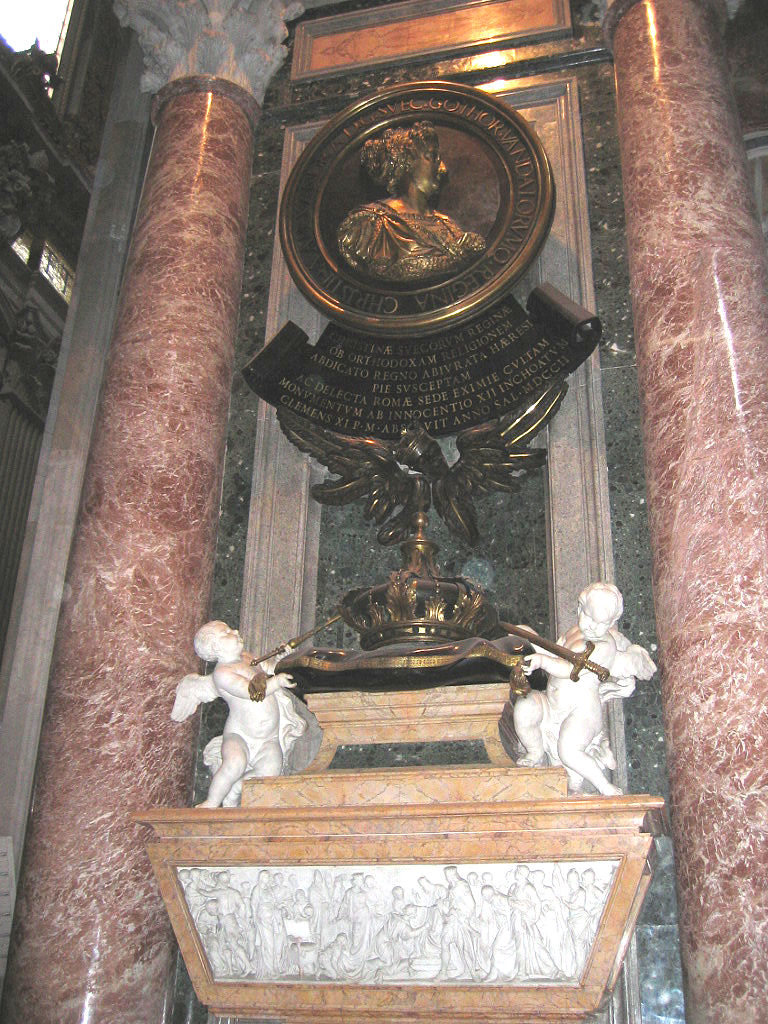
La tomba di Cristina di Svezia a San Pietro, in Vaticano.
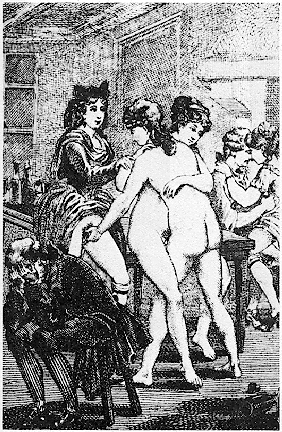
Tre donne. Opera del XVIII secolo, indirizzata a un pubblico maschile.
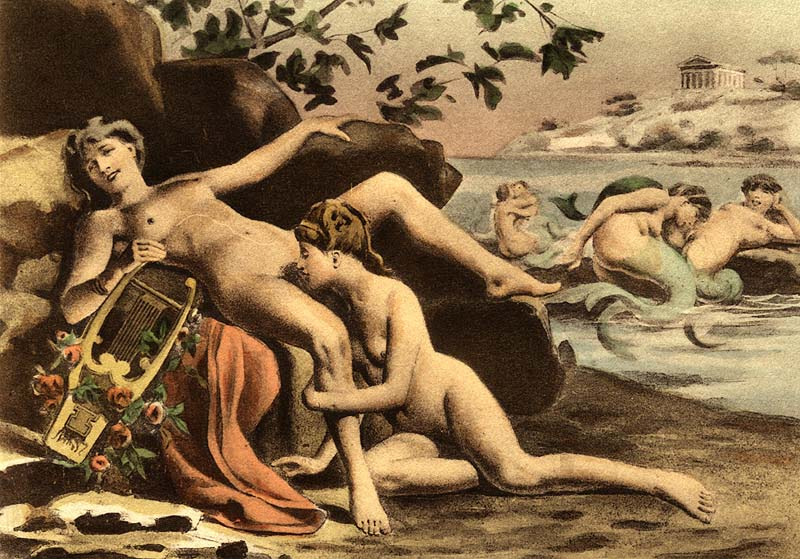
Saffo e una sua amica, in un dipinto erotico di Édouard-Henri Avril
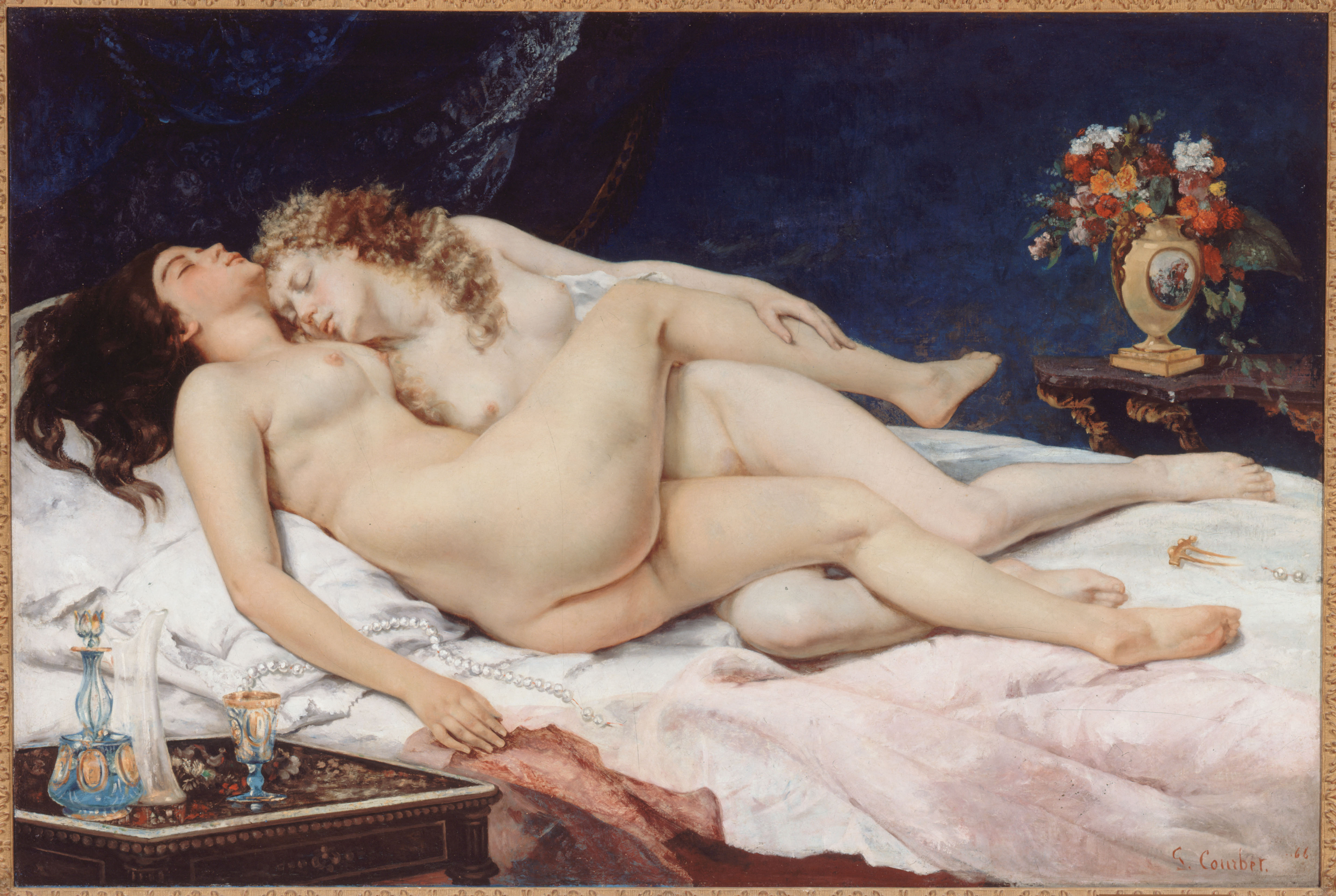
Il Sonno (1866) di Gustave Courbet.
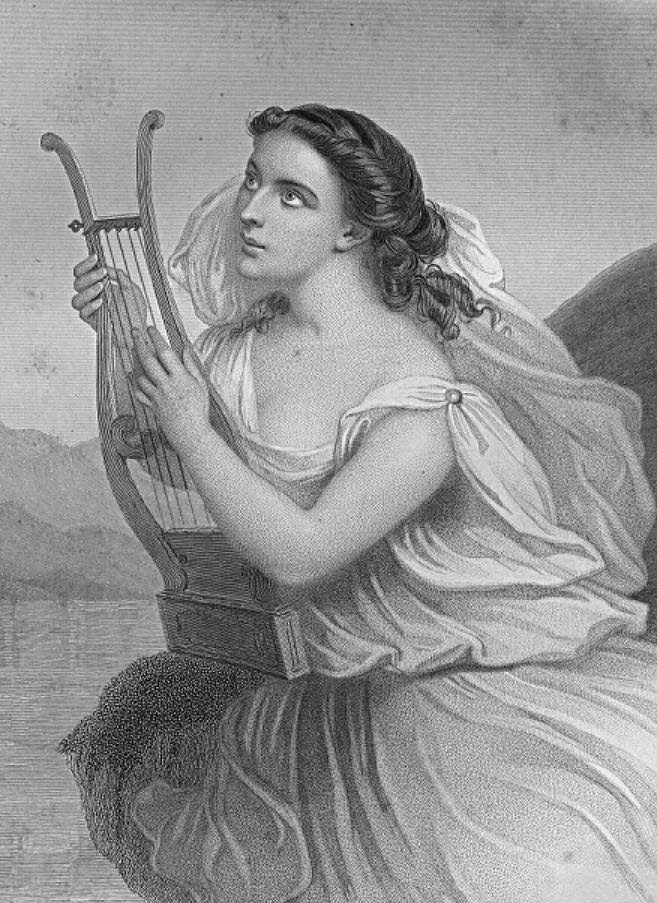
Saffo, incisione del 1883.
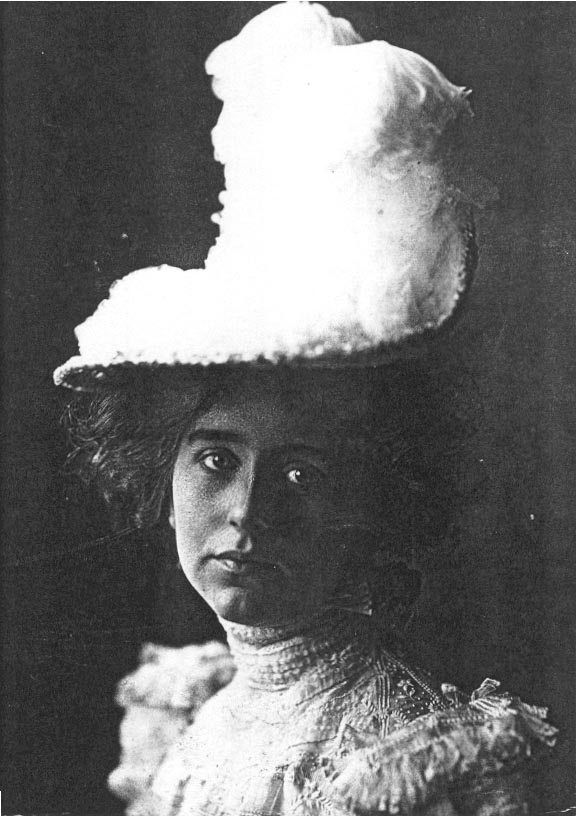
Natalie Clifford Barney (1876-1972), nel 1892.
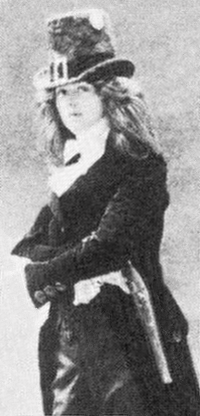
Renée Vivien.

### Prima del XX secolo: L'ossessione lesbica di Toulouse-Lautrec

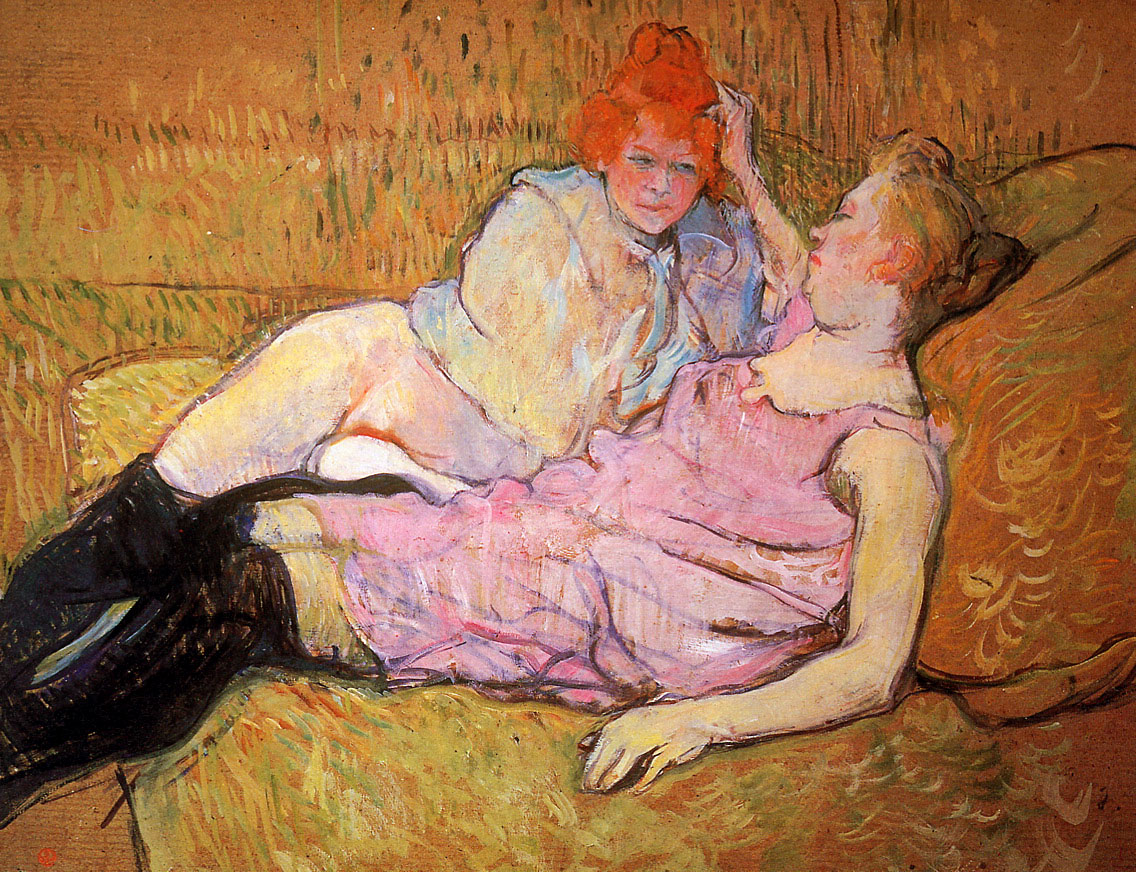
Henri de Toulouse-Lautrec, Il sofà.
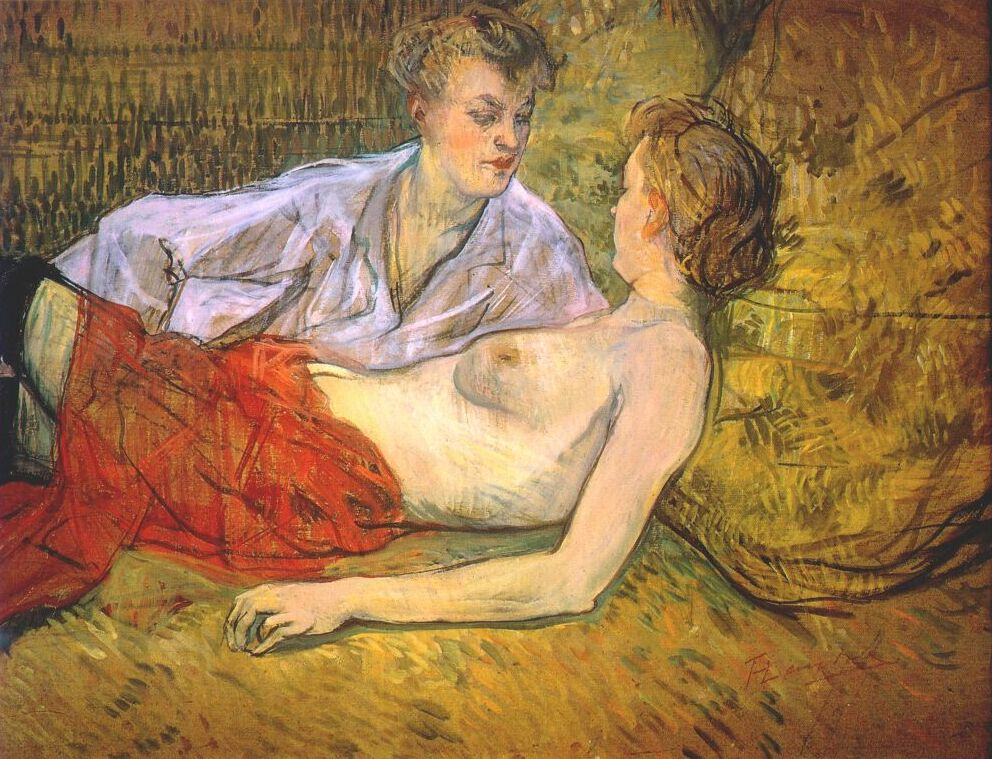
Henri de Toulouse-Lautrec, Le due amiche, circa 1894-5.
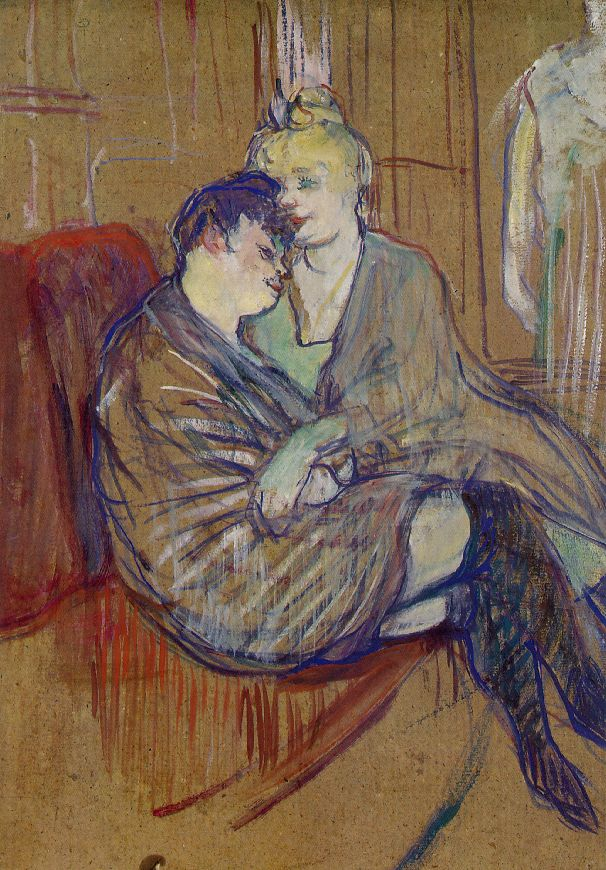
Henri de Toulouse-Lautrec, Le due amiche.
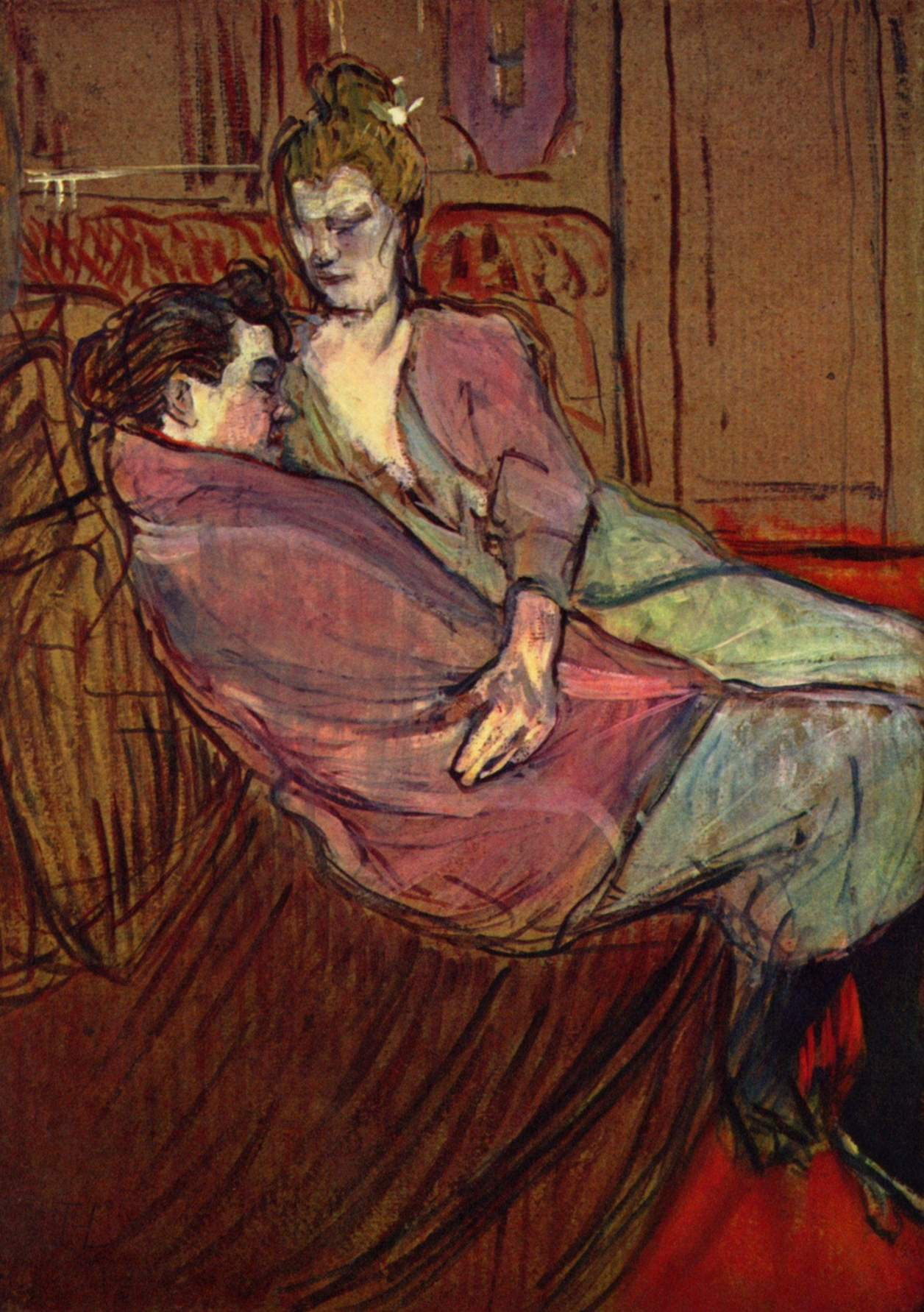
Henri de Toulouse-Lautrec (1864-1901), Due donne.
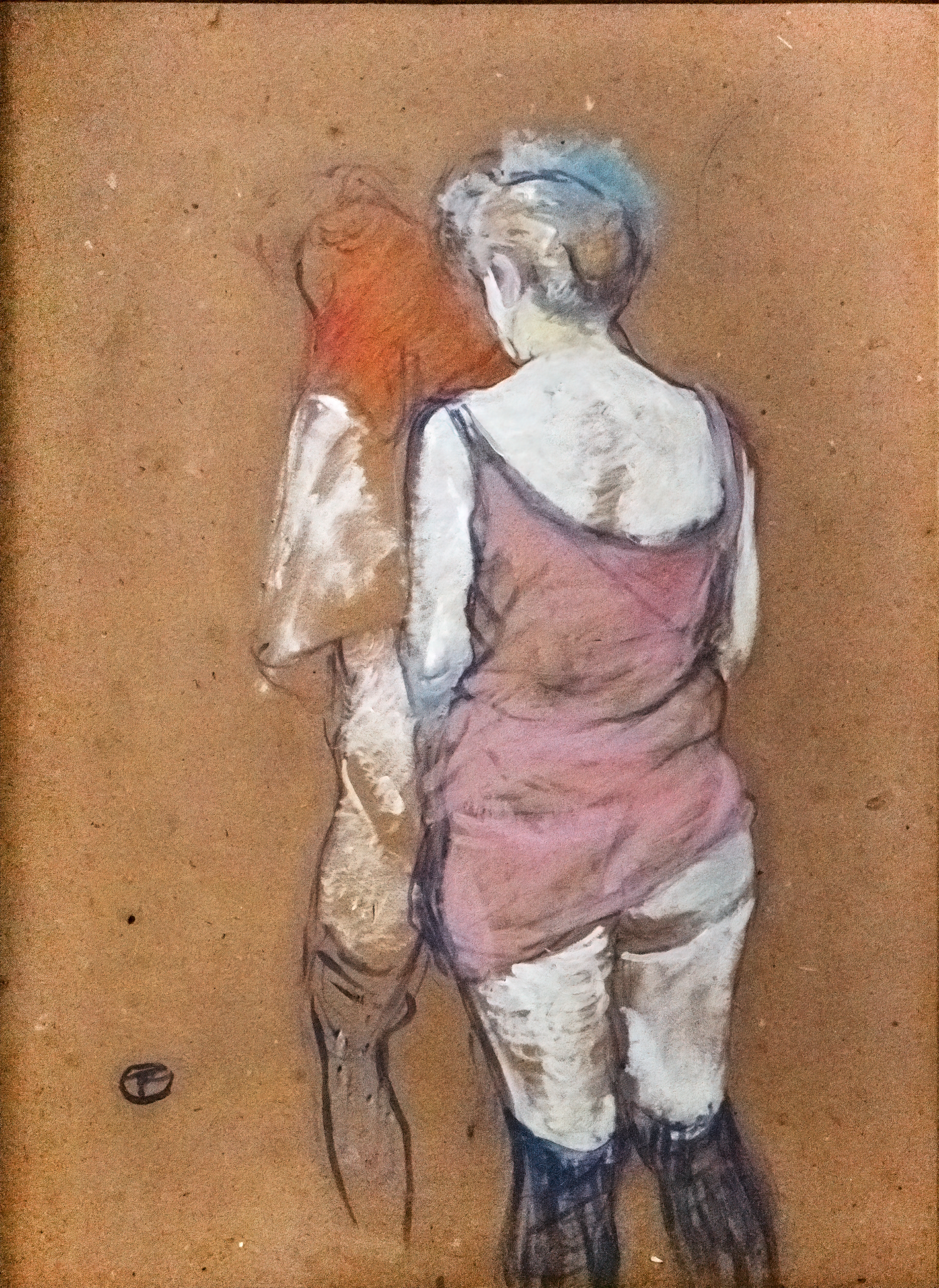
Henri de Toulouse-Lautrec, Due donne seminude.
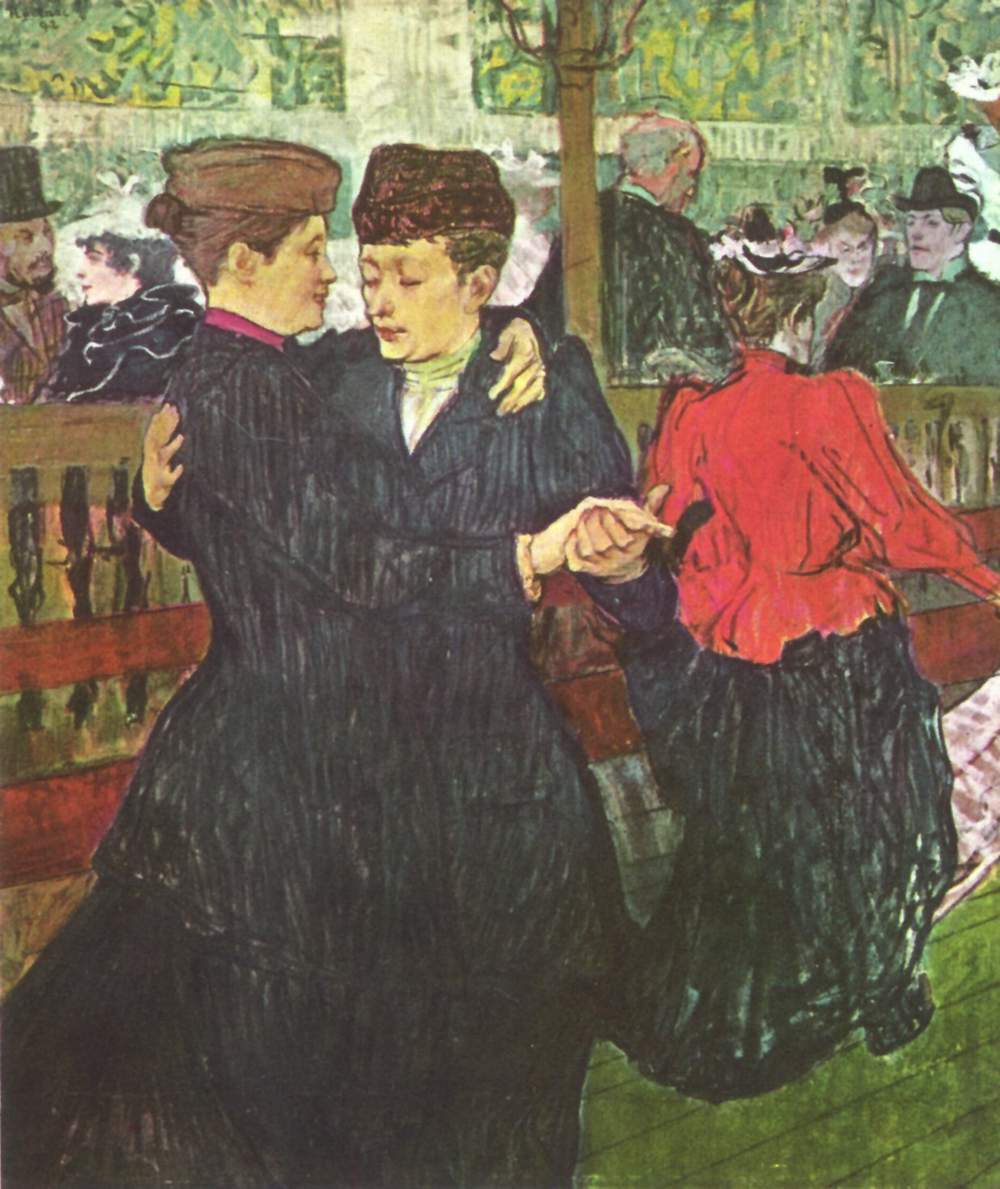
Henri de Toulouse-Lautrec (1864-1901), Al Moulin rouge (1892)
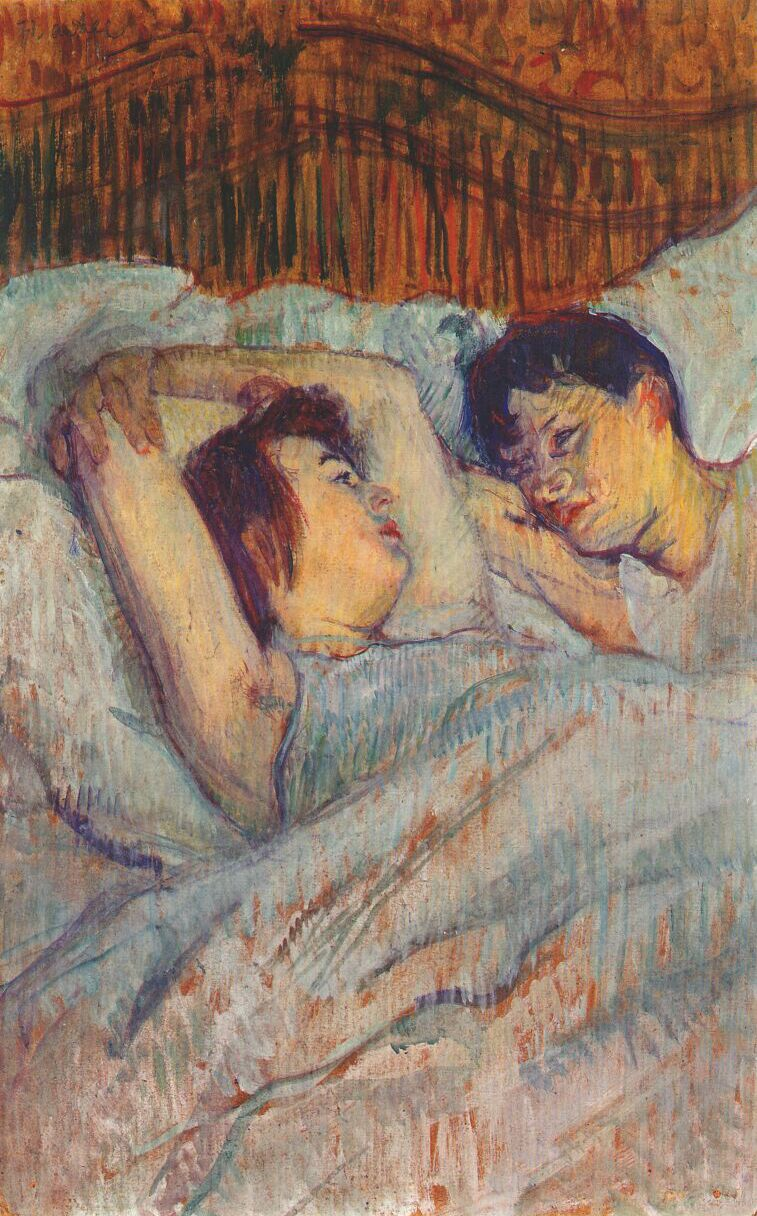
Henri de Toulouse-Lautrec (1864-1901), Nel letto (1892)
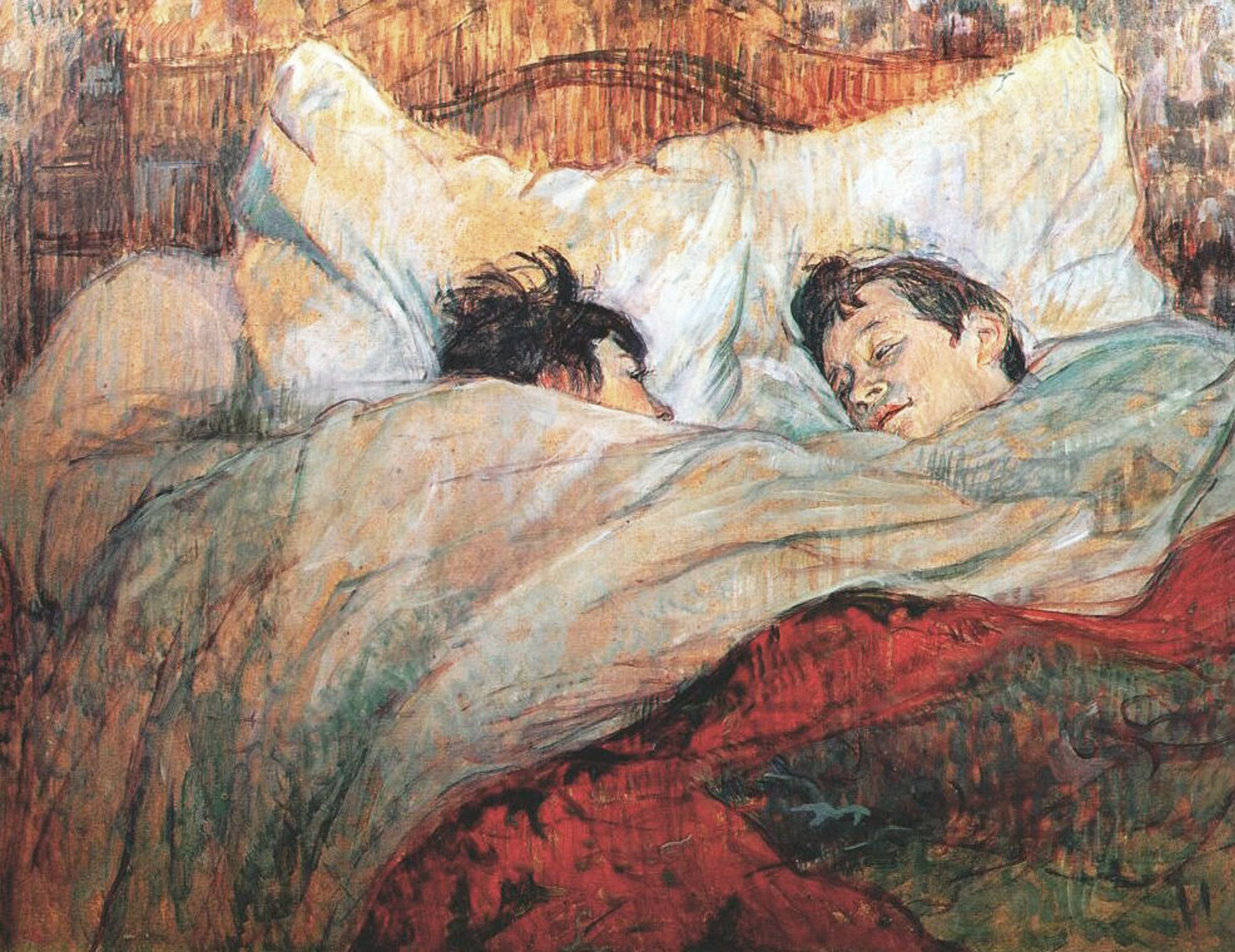
Henri de Toulouse-Lautrec (1864-1901), A letto (1893)
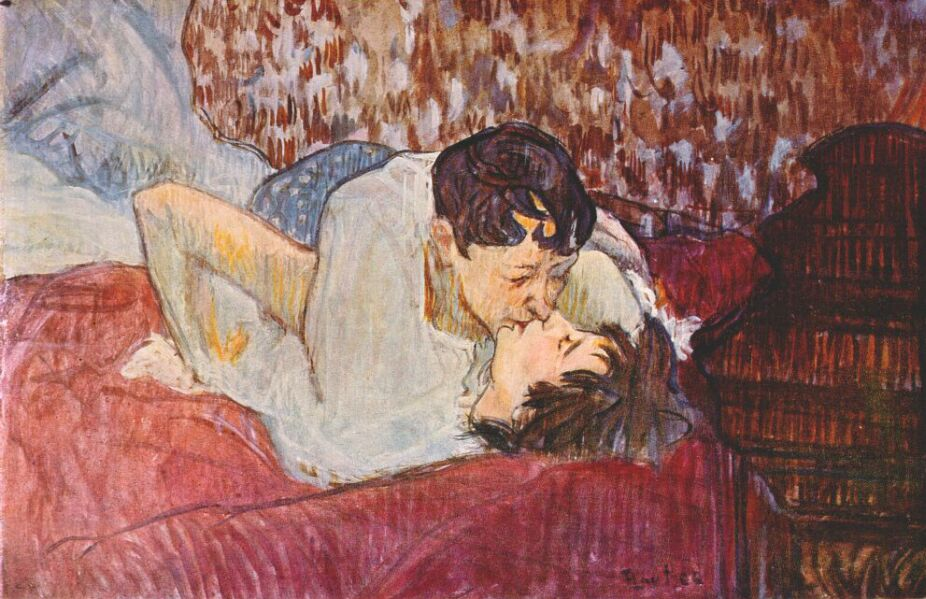
Henri de Toulouse-Lautrec (1864-1901), Il bacio, (1892).

### Il XX secolo

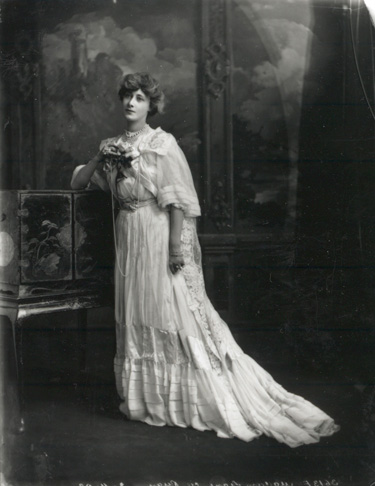
Liane de Pougy (1869-1950) (1902).
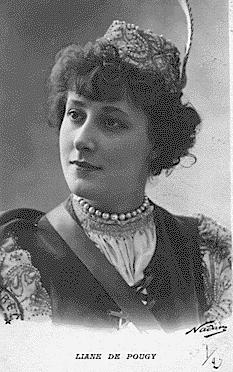
Liane de Pougy, foto di Félix Nadar.
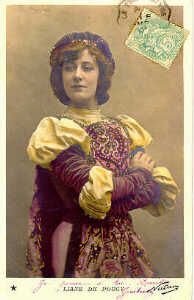
Liane de Pougy, foto di Félix Nadar.
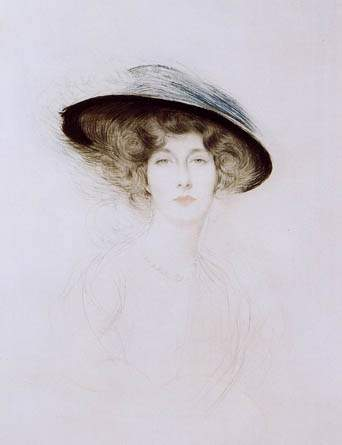
Liane de Pougy (1908 circa) ritratta da Paul César Helleu (1859-1927) ì.
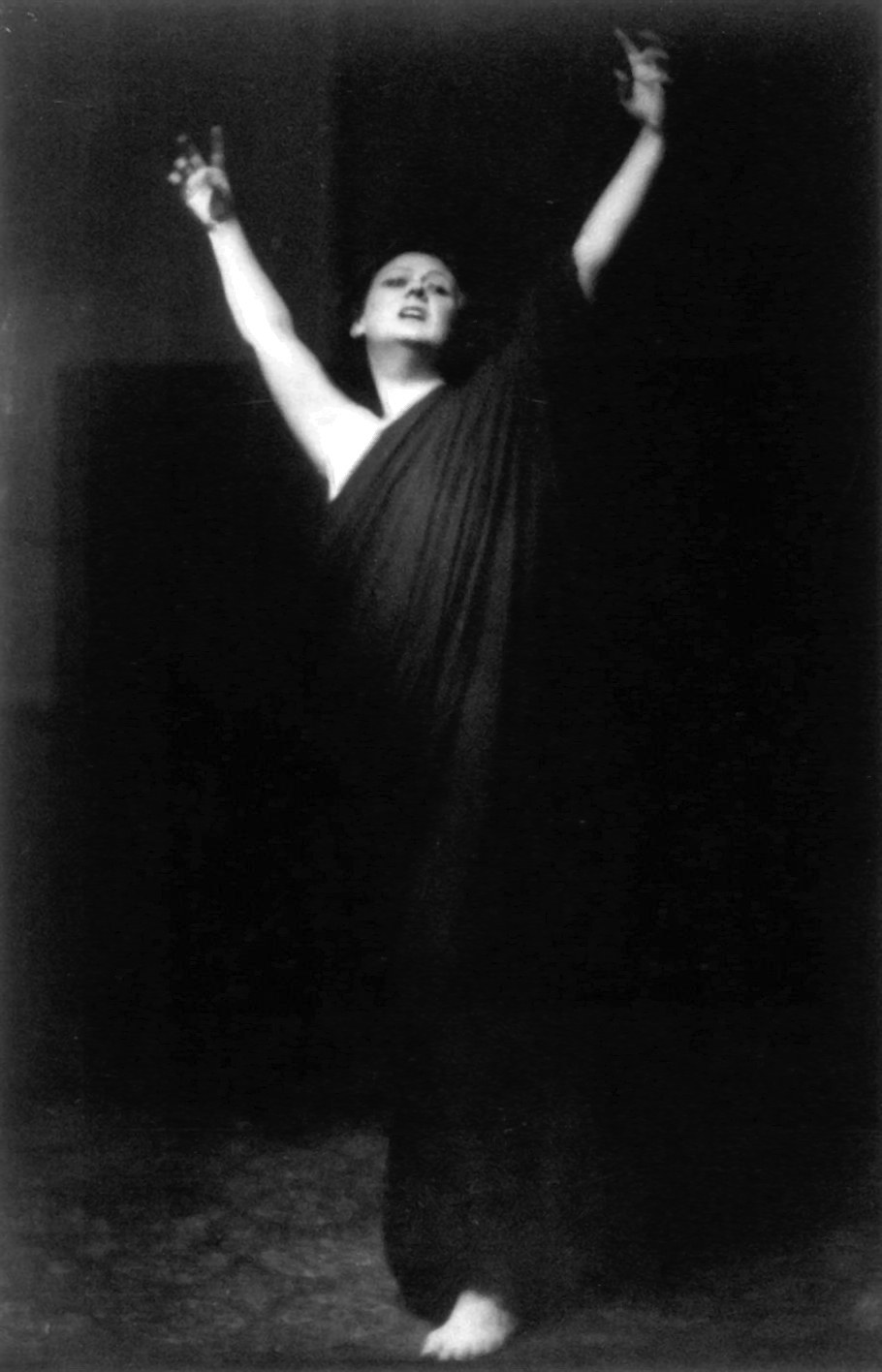
Isadora Duncan
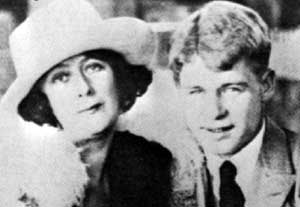
Isadora Duncan e Sergei Yesenin, 1923.
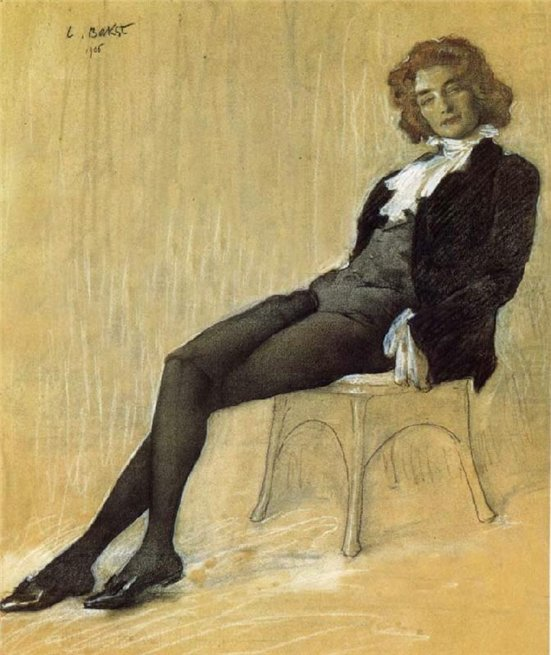
La scrittrice russa Zinaida Gippius (Зинаида Николаевна Гиппиус, 1869-1945), di Léon Bakst (1906).
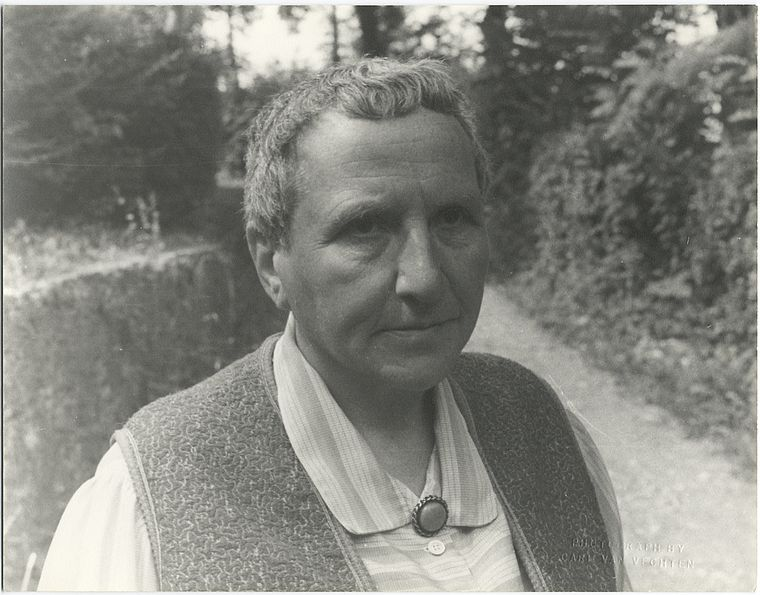
Gertrude Stein fotografata da Carl Van Vechten nel 1934.
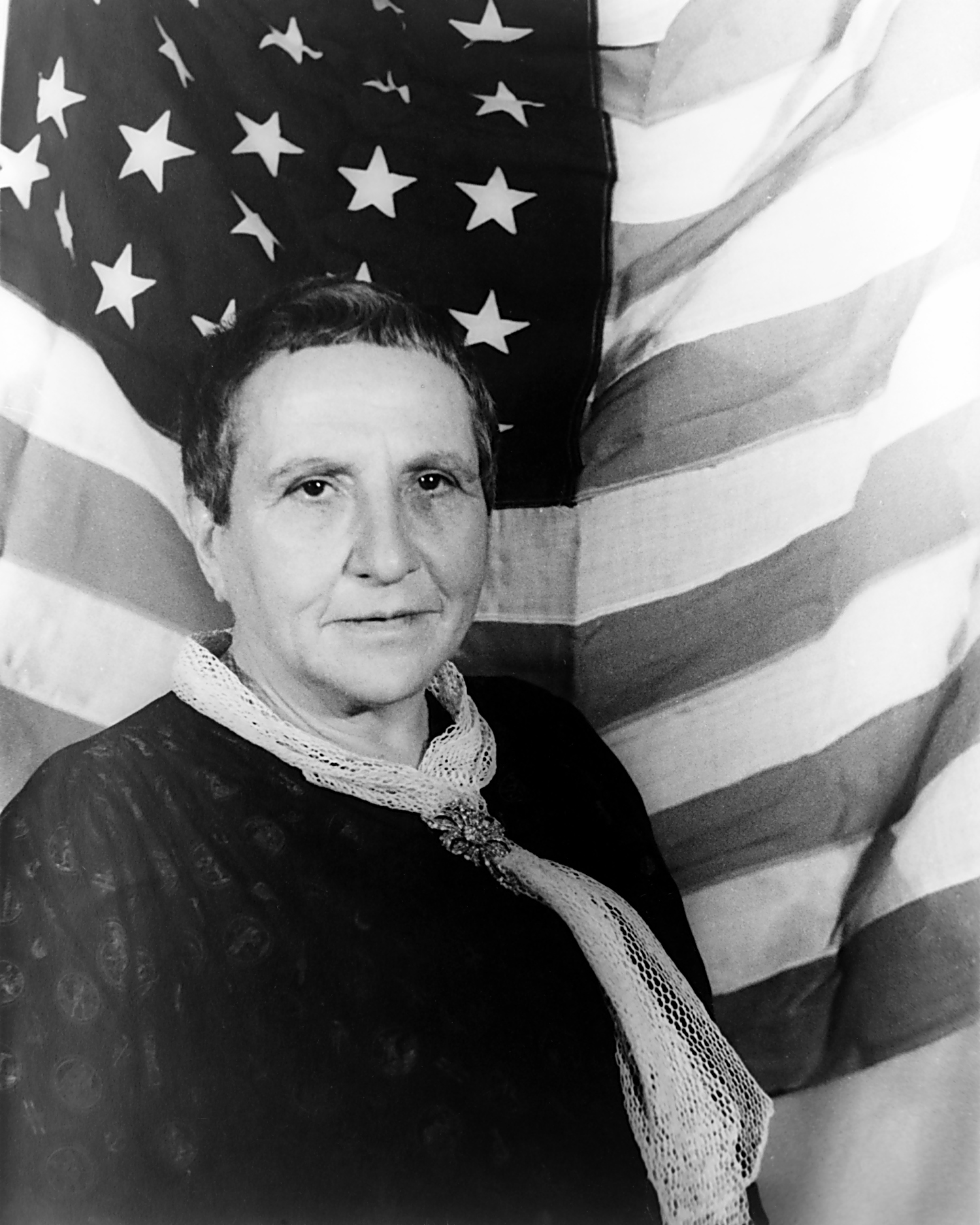
Gertrude Stein fotografata da Carl Van Vechten nel 1935.
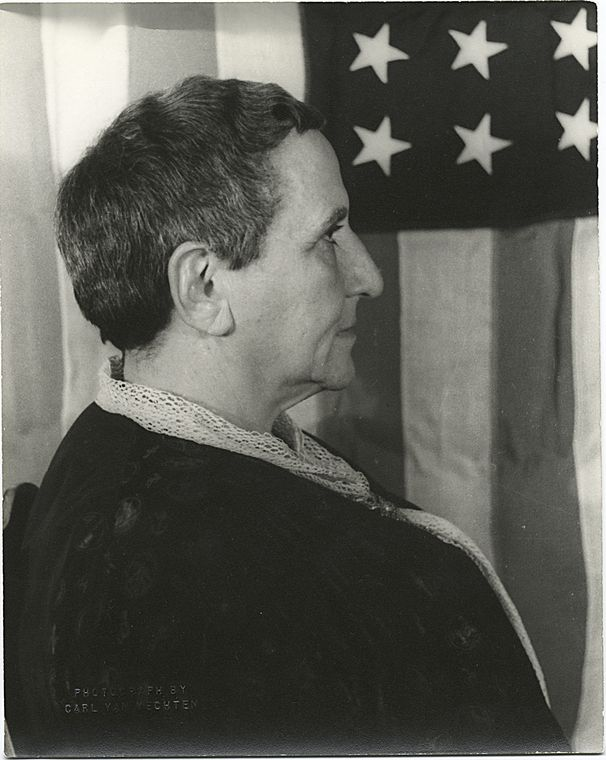
Gertrude Stein fotografata da Carl Van Vechten nel 1935.
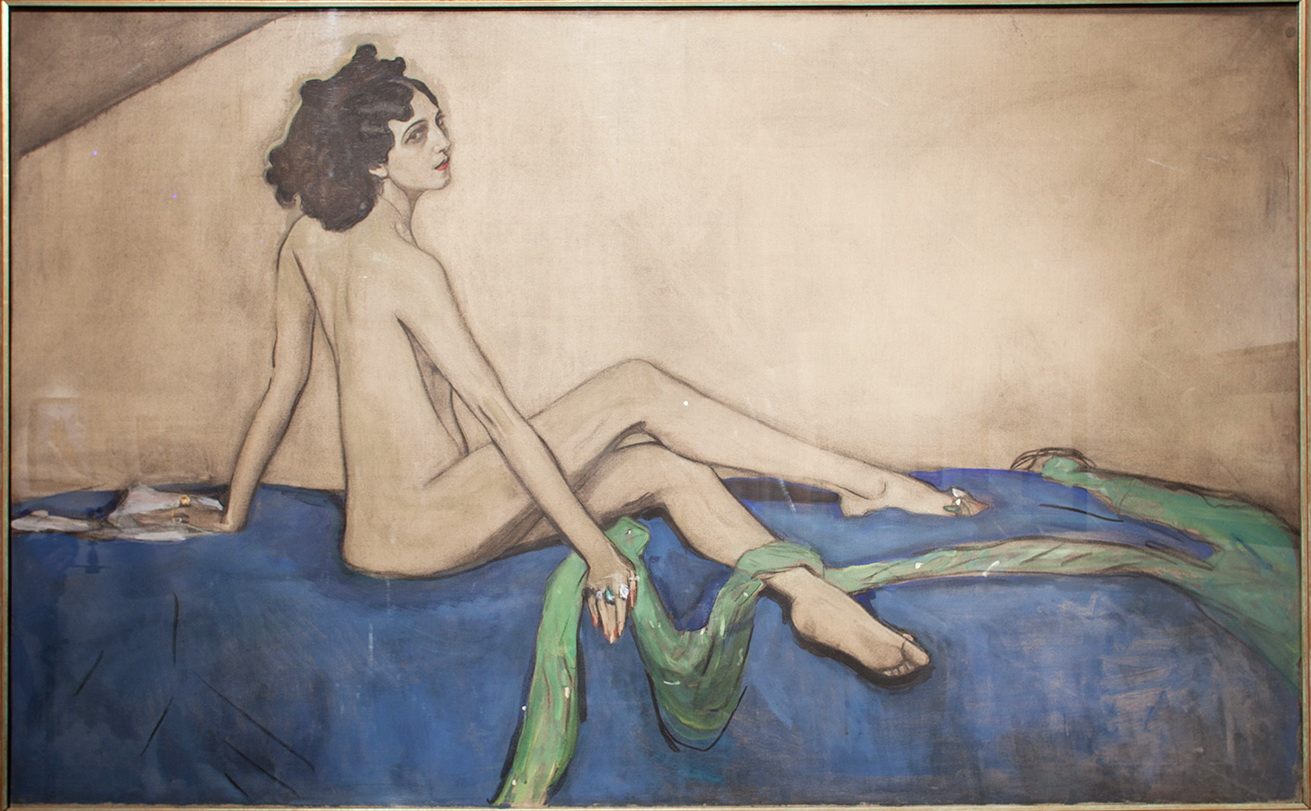
Ida Rubinstein.
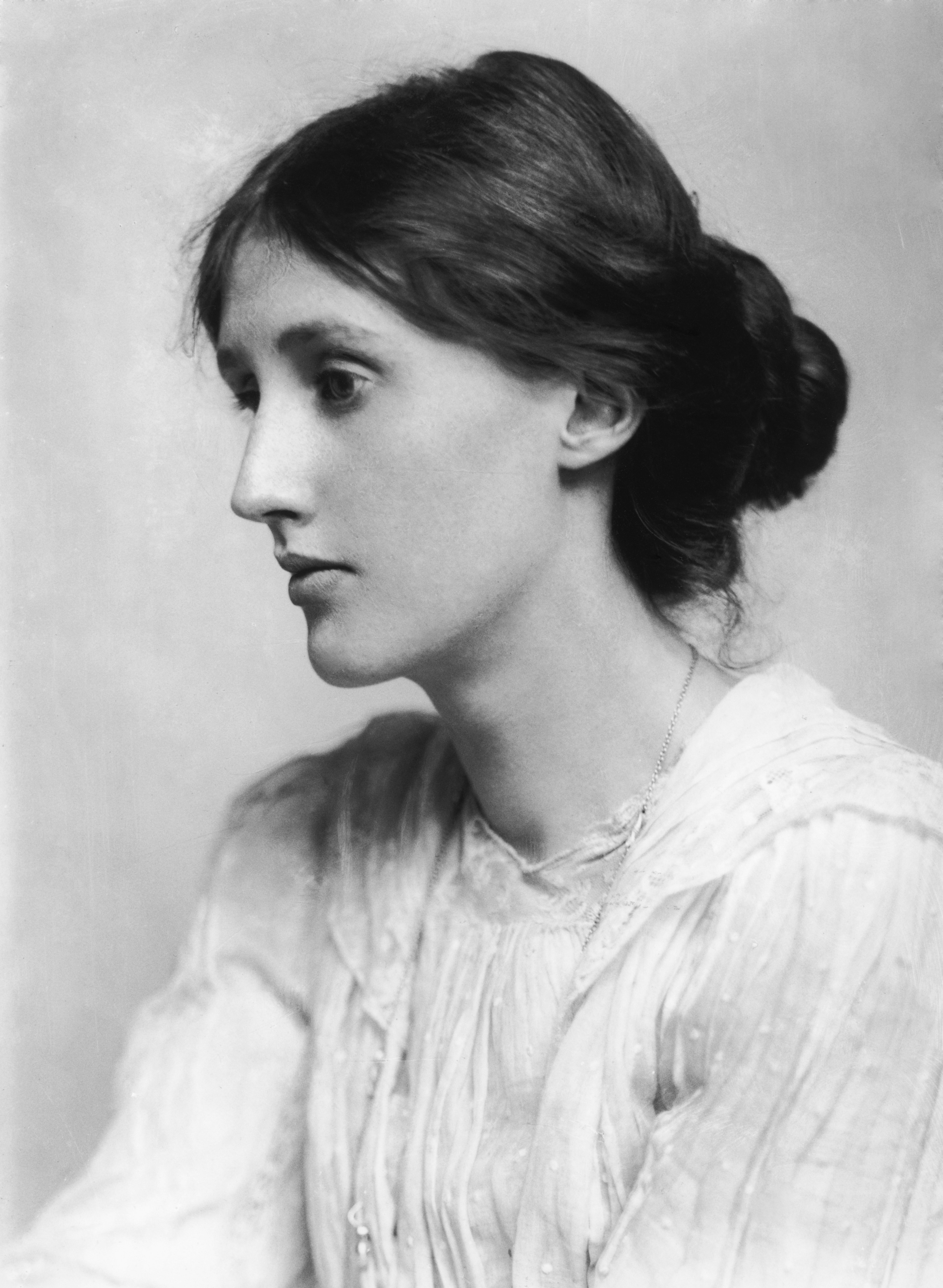
Virginia Woolf (1882–1941).
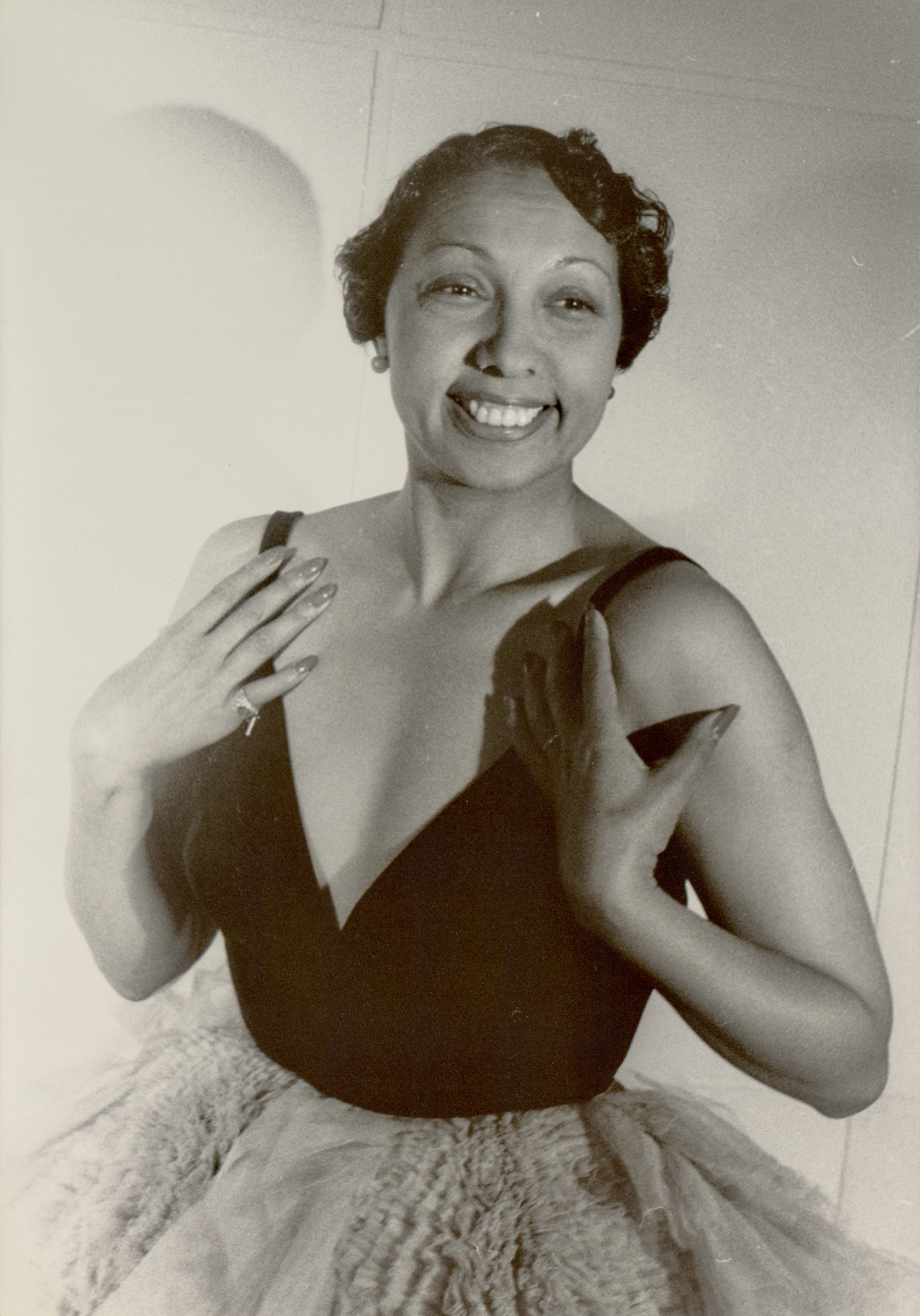
Joséphine Baker, foto di Carl Van Vechten, 20 ottobre 1949,
Il triangolo nero, diffuso simbolo politico lesbico.

### XXI secolo

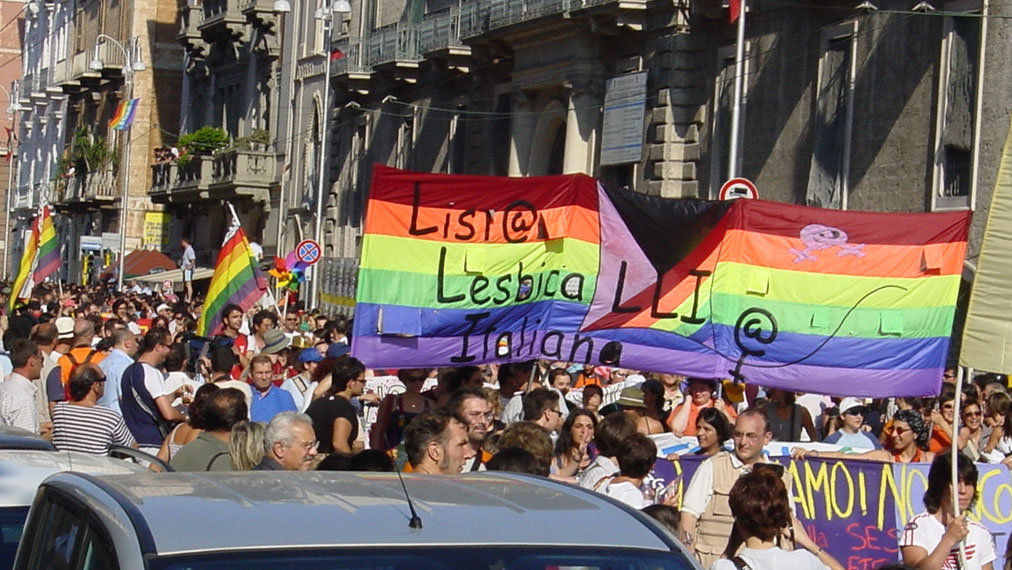
La Lista lesbica italiana al Bari Pride (2003).
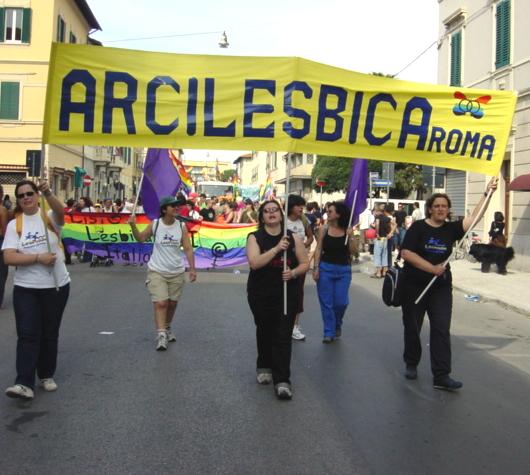
Arcilesbica - Striscione al Gay pride nazionale di Grosseto (2004).
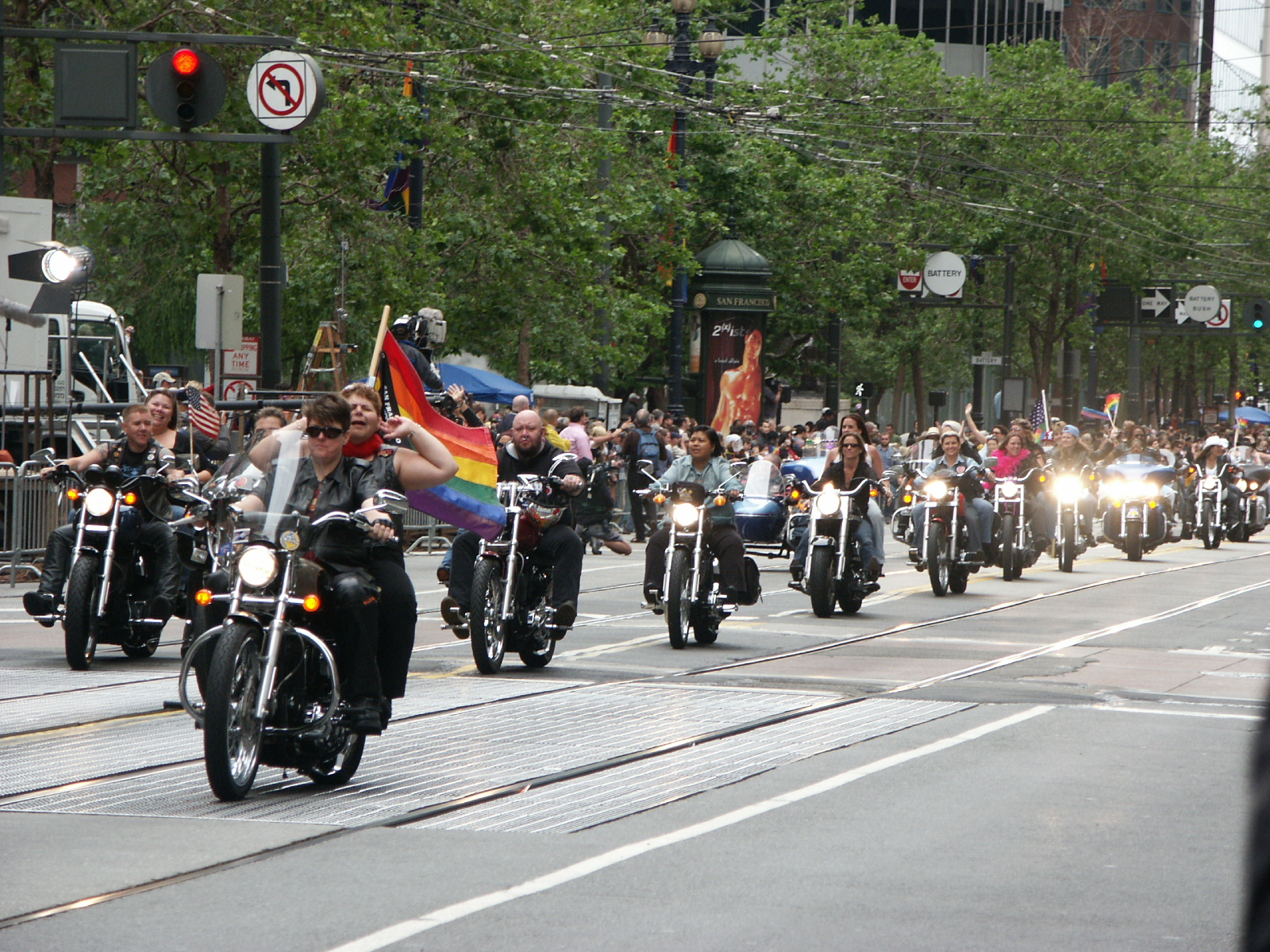
"Dykes on bykes" al gay pride di San Francisco, 2005.
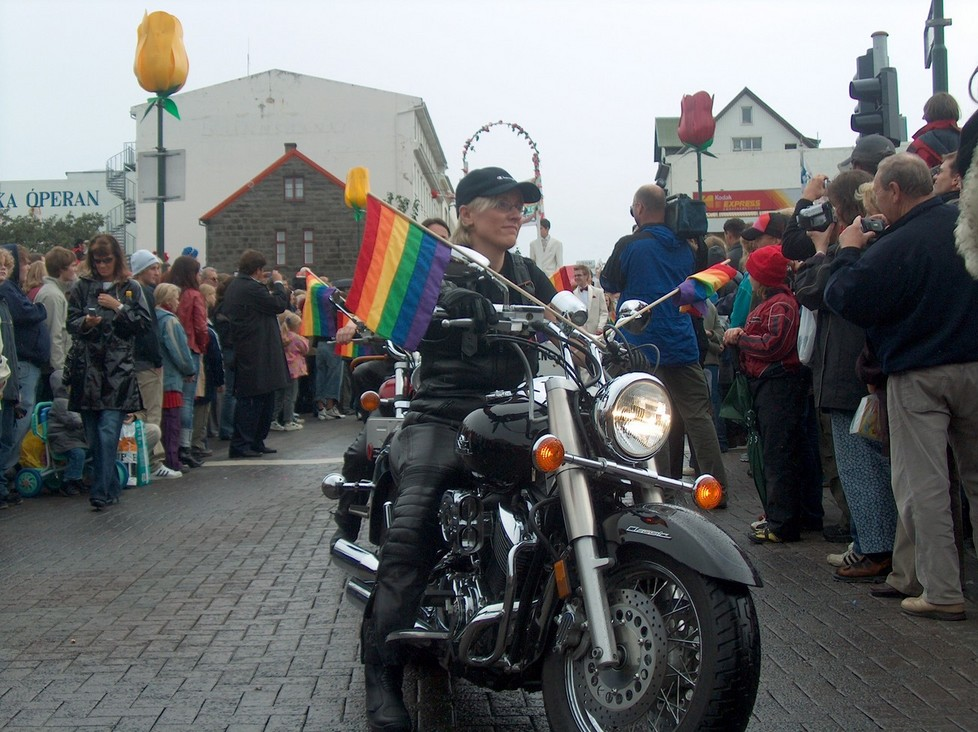
"Dykes on bykes" al gay pride islandese.
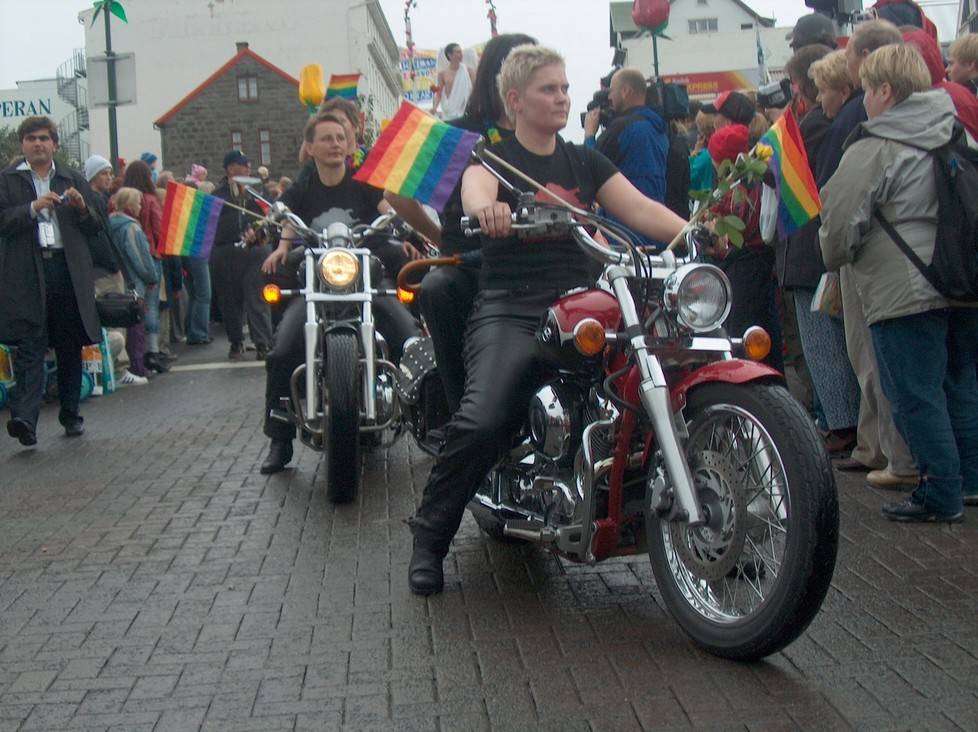
"Dykes on bykes" al gay pride islandese.
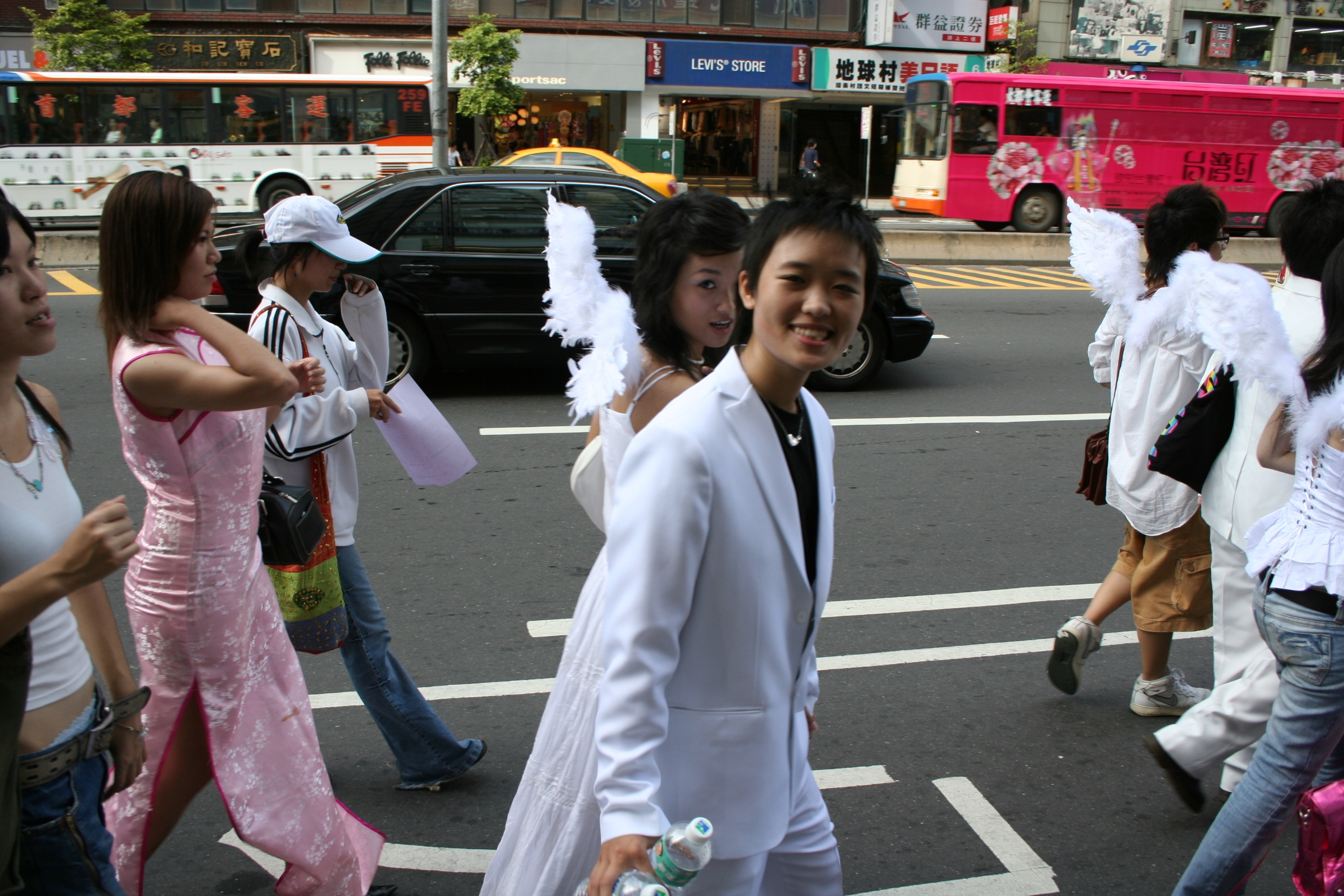
Al gay pride di Taiwan del 2005.
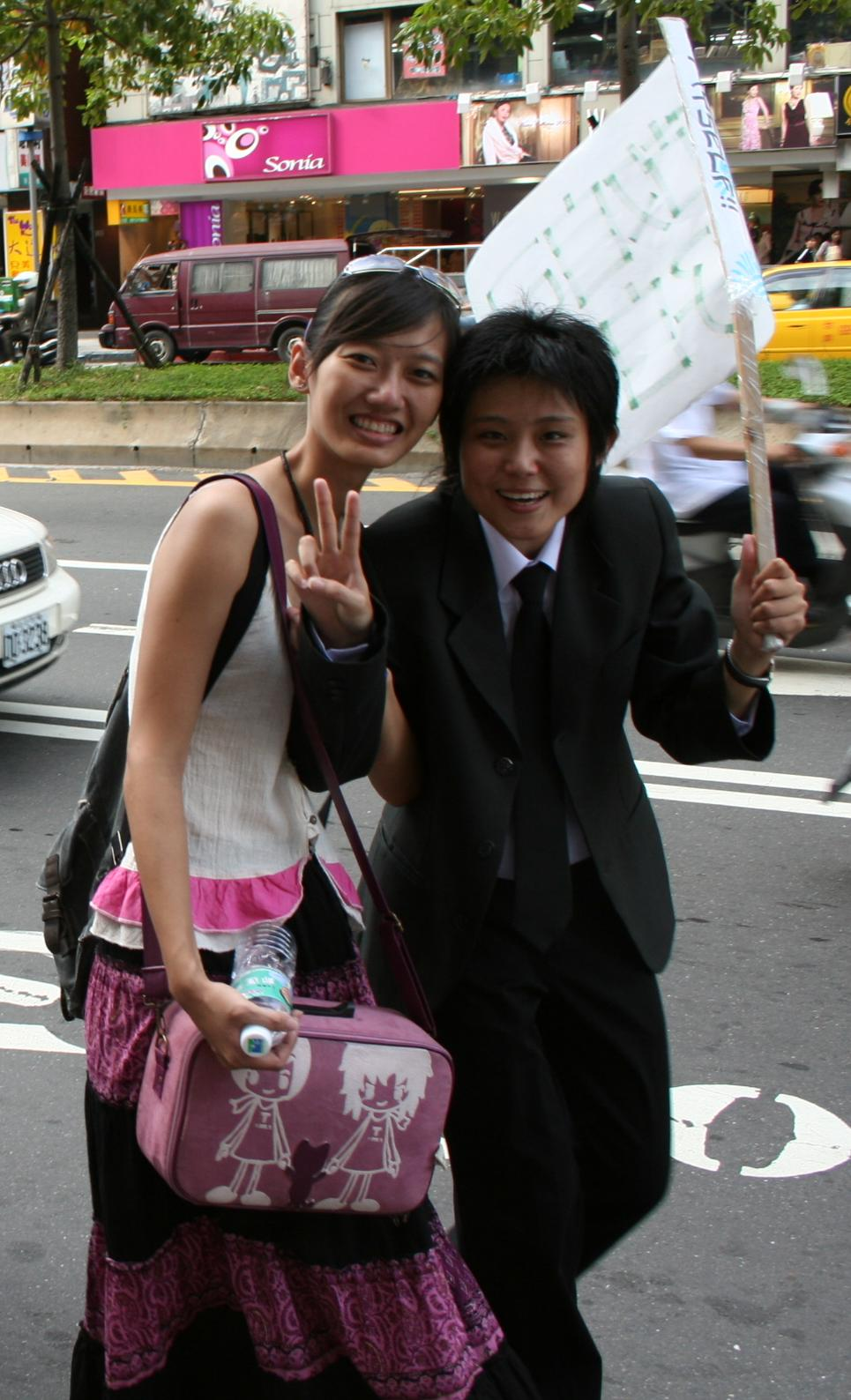
Al gay pride di Taiwan del 2005.
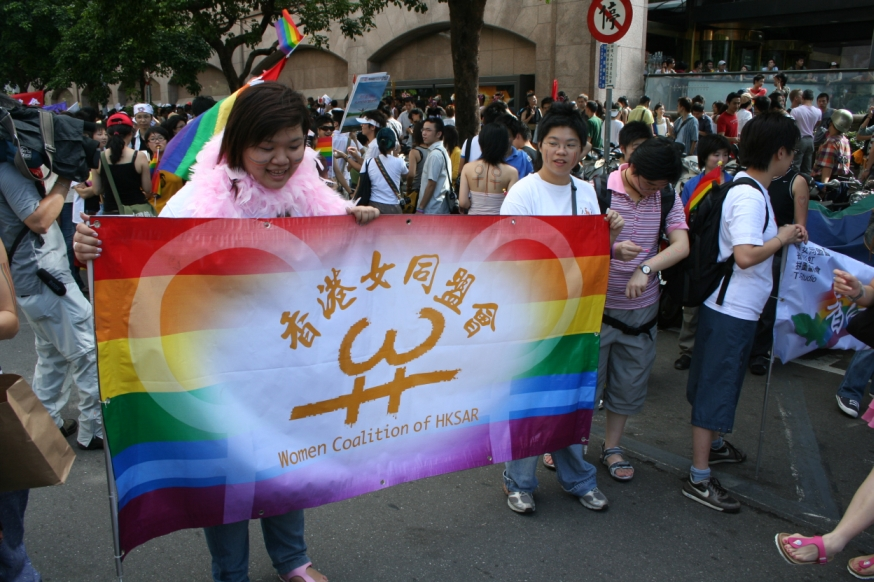
Al gay pride di Taiwan del 2005.
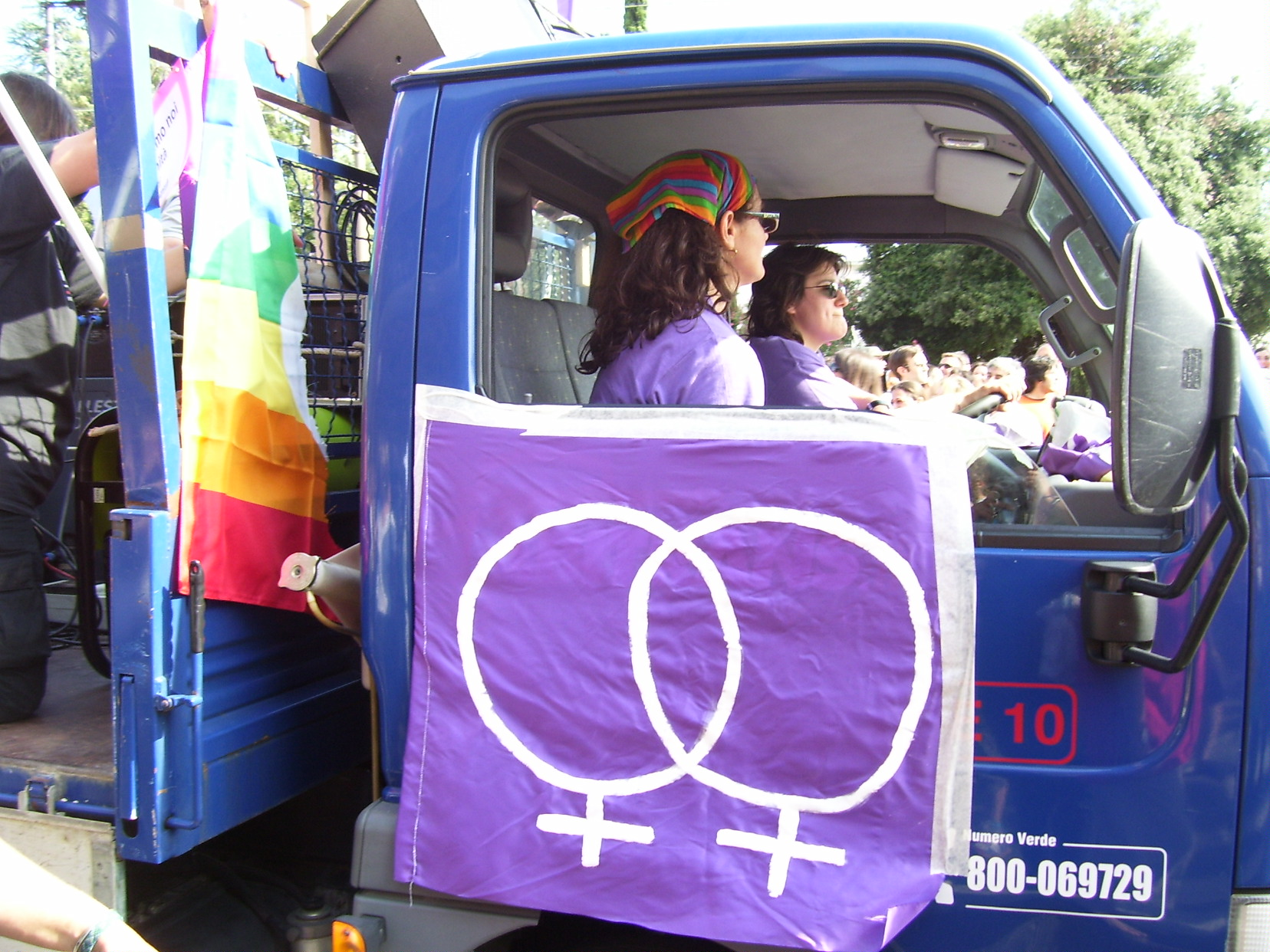
Al pride di Roma del 2007
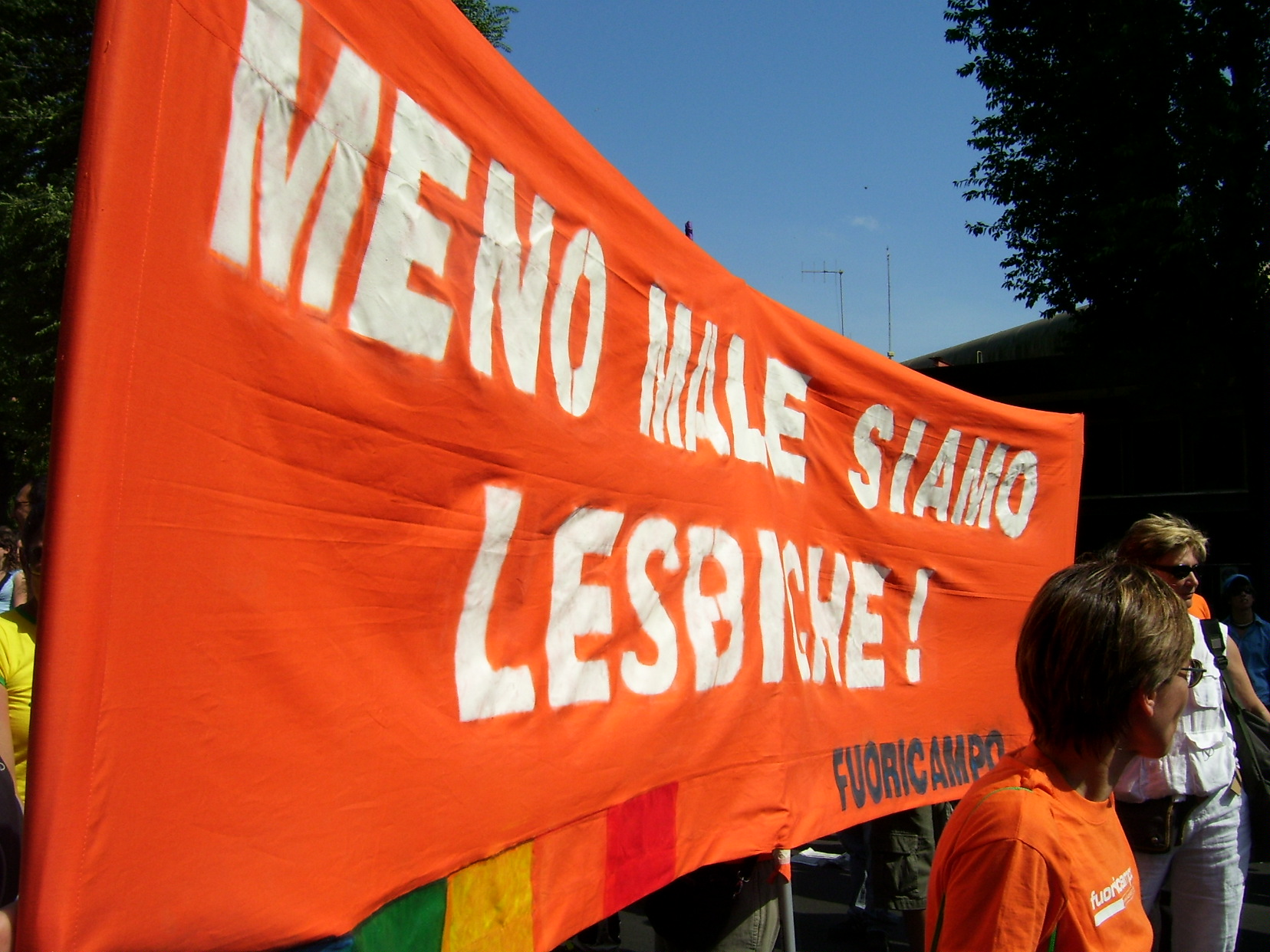
Al pride di Roma del 2007
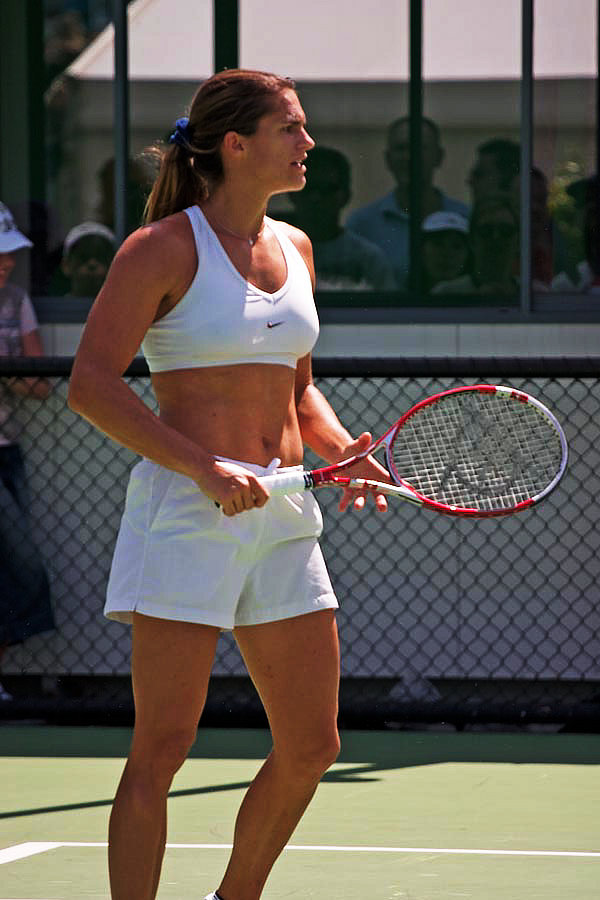
Amélie Mauresmo, 2005.